# Układ Słoneczny

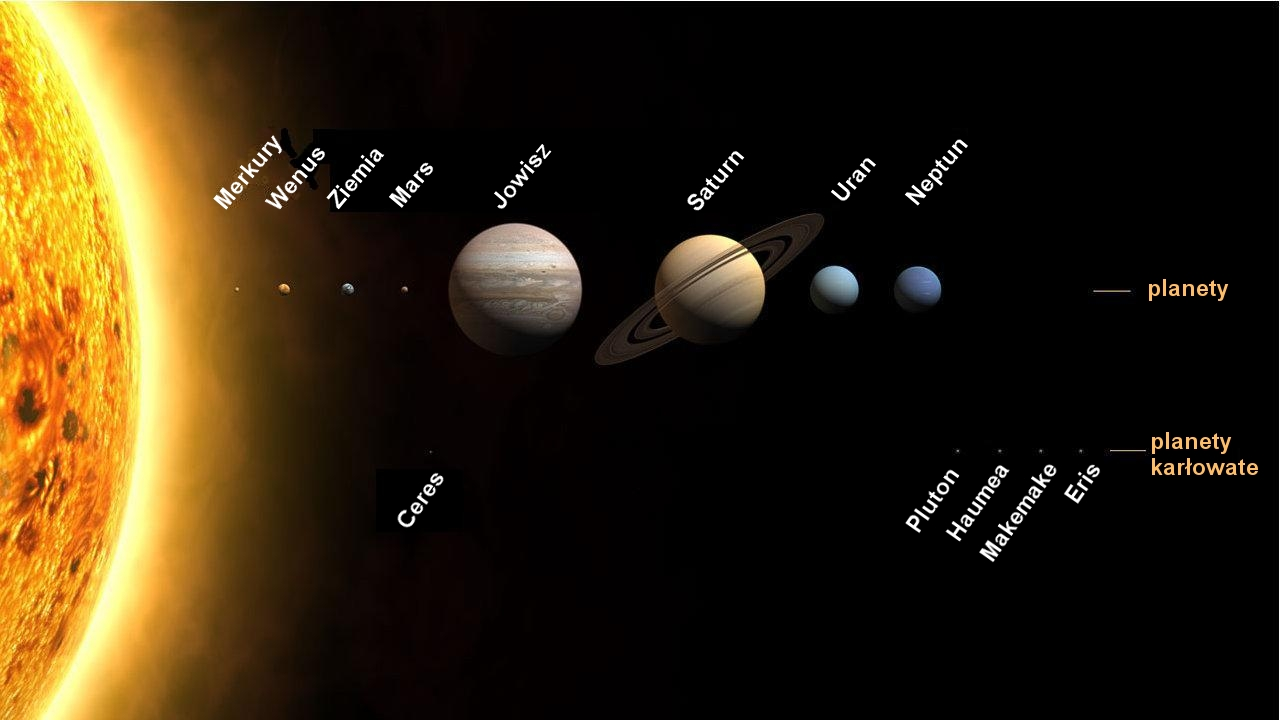
Słońce, planety i planety karłowate Układu Słonecznego z uwzględnioną skalą wielkości (bez zachowania skali odległości względem siebie).

Układ Słoneczny – układ planetarny w Drodze Mlecznej, składający się ze Słońca i powiązanych z nim grawitacyjnie ciał niebieskich: ośmiu planet, co najmniej 284 ich księżyców, pięciu planet karłowatych i miliardów (a być może nawet bilionów) małych ciał, do których zalicza się planetoidy, komety i meteoroidy, a także pył międzyplanetarny.
Zbadane regiony Układu Słonecznego zawierają, licząc od Słońca: cztery planety skaliste (Merkury, Wenus, Ziemia, Mars), pas planetoid składający się z małych skalistych ciał, cztery zewnętrzne gazowe olbrzymy (Jowisz, Saturn, Uran, Neptun) oraz drugi pas składający się z obiektów skalno-lodowych, tak zwany Pas Kuipera. Za Pasem Kuipera znajduje się dysk rozproszony, dużo dalej heliopauza i w końcu hipotetyczny Obłok Oorta. Pięć obiektów zaliczonych do klasy planet karłowatych to: Ceres (największy obiekt w pasie planetoid), Pluton (do 24 sierpnia 2006 roku uznawany za 9. planetę Układu), Haumea, Makemake (drugi co do wielkości obiekt w Pasie Kuipera) i Eris (największy znany obiekt w dysku rozproszonym).
Sześć z ośmiu planet i cztery z planet karłowatych mają naturalne satelity, zwane księżycami. Każda z planet zewnętrznych jest otoczona pierścieniami złożonymi z ziaren lodowych i pyłu kosmicznego. Wszystkie planety, z wyjątkiem Ziemi i Urana (który zawdzięcza nazwę greckiemu bóstwu Uranosowi), noszą imiona bóstw z mitologii rzymskiej.
Szacuje się, że formowanie się i ewolucja Układu Słonecznego rozpoczęły się 4,6 miliarda lat temu, gdy na skutek grawitacyjnego zapadnięcia się części niestabilnego obłoku molekularnego rozpoczął się proces formowania Słońca i innych gwiazd. Układ wciąż podlega ewolucyjnym i chaotycznym zmianom i nie będzie istniał wiecznie w obecnej postaci. Za około 4 miliardy lat rozpocznie się zderzenie Galaktyki Andromedy z Drogą Mleczną, a w ciągu około 5 miliardów lat Słońce wielokrotnie się powiększy, stając się czerwonym olbrzymem, co doprowadzi do zniszczenia planet wewnętrznych, w tym Ziemi. Modele ewolucji gwiazd przewidują, że następnie Słońce odrzuci swoje zewnętrzne warstwy jako mgławicę planetarną i przekształci się w białego karła, którego temperatura i jasność będą stopniowo spadać, aż do przekształcenia w nieświecącego czarnego karła.

## Terminologia

Obszary Układu Słonecznego. Rozmiary i orbity planet bez zachowania skali.

Obiekty orbitujące wokół Słońca są podzielone na trzy grupy: planety, planety karłowate i małe ciała Układu Słonecznego.
Astronomowie zwykle mierzą odległości w Układzie Słonecznym w jednostkach astronomicznych (skrót: au lub j.a.). Jedna jednostka astronomiczna to średnia odległość pomiędzy Ziemią a Słońcem, czyli około 149 598 000 km. Przykładowo Pluton jest odległy średnio o około 39,4 au od Słońca, podczas gdy Jowisz krąży po orbicie w średniej odległości około 5,2 au od Słońca. Jeden rok świetlny, jednostka używana do wyrażania odległości międzygwiazdowych, to około 63 240 au.
Nieformalnie Układ Słoneczny jest czasami dzielony na oddzielne strefy. Wewnętrzny Układ Słoneczny zawiera cztery planety skaliste i główny pas planetoid. Czasami definiuje się zewnętrzny Układ Słoneczny jako obejmujący wszystko poza pasem planetoid. Od czasu odkrycia Pasa Kuipera, niektórzy używają tego określenia dla obszaru poza orbitą Neptuna, a wtedy gazowe olbrzymy stanowią „strefę środkową”.

### Planeta
Jest to ciało niebieskie, które znajduje się na orbicie wokół Słońca, ma wystarczającą masę, aby własną grawitacją pokonać siły spoistości ciała stałego tak, aby wytworzyć kształt odpowiadający równowadze hydrostatycznej (prawie kulisty) i wyczyścić przestrzeń w pobliżu swojej orbity.

### Planeta karłowata
Jest to ciało niebieskie, które znajduje się na orbicie wokół Słońca, ma wystarczającą masę, aby własną grawitacją pokonać siły ciała stałego tak, aby wytworzyć kształt odpowiadający równowadze hydrostatycznej (prawie kulisty), nie wyczyściło jednak przestrzeni w pobliżu swojej orbity, oraz nie jest satelitą.
Wszystkie pozostałe obiekty okrążające Słońce, oprócz satelitów, powinny być określane wspólnie jako „małe ciała Układu Słonecznego”.

## Powstanie i ewolucja

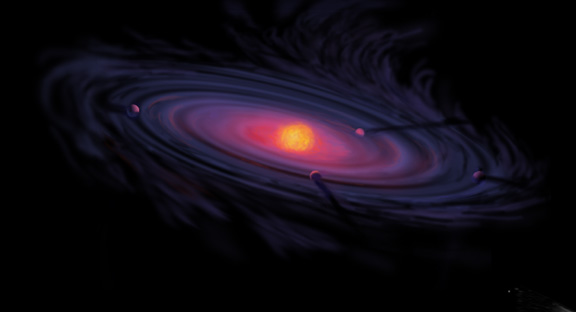
Artystyczna wizja dysku protoplanetarnego

Układ Słoneczny powstał około 4,6 miliarda lat temu z zagęszczenia obłoku molekularnego. Owa stosunkowo rzadka chmura gazu (przede wszystkim wodoru i helu) i pyłu kosmicznego o średnicy kilku lat świetlnych zapadła się grawitacyjnie – prawdopodobnie pod wpływem jakiegoś zaburzenia zewnętrznego, związanego na przykład z niedalekim wybuchem supernowej. Kurczeniu się obłoku odpowiadało zwiększanie się gęstości, szczególnie w centrum, oraz formowanie się wirującego coraz szybciej dysku protoplanetarnego o średnicy około 200 au. Centralny obiekt dysku – protogwiazda – w końcu przekształcił się w Słońce, a w otaczającym je dysku powstały poszczególne ciała niebieskie: przede wszystkim planety, ale także i pozostałe składniki Układu Słonecznego. Pierwotny Układ Słoneczny różnił się od obecnego: planety krążyły po innych orbitach i było w nim znacznie więcej małych ciał, pyłu międzyplanetarnego oraz resztek gazu. Promieniowanie świetlne i wiatr słoneczny wyczyściły Układ z gazu i pyłu. Wiele małych ciał Układu zderzyło się z dużymi ciałami lub zostało z niego wyrzuconych. Zderzenia, jak i wzajemne oddziaływania ciał, zmieniały parametry orbit. Proces ten, choć znacznie ograniczony, trwa w dalszym ciągu. Oddziaływania wprowadzają perturbacje do orbit planet i mniejszych ciał Układu. Zmiany te są trudne do dokładnego przewidzenia, szczególnie dla mniejszych ciał Układu Słonecznego, dlatego określa się, że mają charakter chaosu deterministycznego. Zmiany te dzieli się na zmiany potencjalne, zachowujące sumę energii ciał, jak i niepotencjalne, w których ruch jest hamowany głównie przez siły pływowe.
Astronomowie przewidują, że pomimo tych zmian Układ Słoneczny w obecnej postaci nie ulegnie drastycznym zmianom, dopóki Słońce nie przemieni całego wodoru w jądrze w hel i, przechodząc w kolejną fazę, zmieni się z gwiazdy ciągu głównego w czerwonego olbrzyma. Wówczas Słońce znacznie zwiększy swą średnicę, pochłaniając najbliższe mu planety, w tym prawdopodobnie także Ziemię.

## Struktura

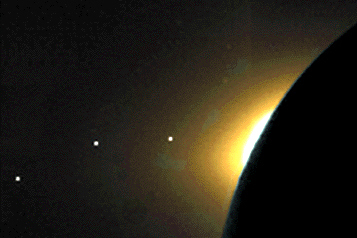
Ekliptyka widziana w świetle słonecznym zza Księżyca. Zdjęcie z sondy Clementine. Od lewej: Merkury, Mars, Saturn.

Położenie środka ciężkości Układu Słonecznego względem Słońca w latach 1945–1995

Centrum Układu Słonecznego stanowi Słońce, gwiazda ciągu głównego typu widmowego G2, która zawiera 99,86% znanej masy Układu i dominuje w nim grawitacyjnie. Jowisz i Saturn, dwa największe ciała orbitujące wokół Słońca, stanowią więcej niż 90% pozostałej masy układu.

Orbity ciał Układu Słonecznego w proporcjonalnej skali (w kolejności wedle wskazówek zegara, poczynając od lewego górnego rogu)

Większość orbit dużych ciał krążących wokół Słońca położona jest blisko płaszczyzny orbity ziemskiej, zwanej ekliptyką, podczas gdy orbity komet i obiektów Pasa Kuipera są zwykle nachylone pod większym kątem do ekliptyki.
Wszystkie planety i większość innych ciał okrążają Słońce zgodnie z kierunkiem jego własnej rotacji (przeciwnej do wskazówek zegara, patrząc z góry na biegun północny Słońca). Istnieją też wyjątki takie jak Kometa Halleya.
Orbitalny ruch ciał niebieskich obiegających Słońce opisał Jan Kepler, formułując prawa ruchu planet. Według I prawa Keplera każde ciało krąży (w przybliżeniu) po elipsie, a Słońce leży w jednym z ognisk tej elipsy. Im bliżej Słońca znajduje się ciało, tym szybciej się porusza. Orbity planet są zbliżone do okręgu, jednak wiele komet, planetoid i obiektów Pasa Kuipera krąży po silnie wydłużonych elipsach, a ich odległość od Słońca zmienia się w trakcie obiegu. Maksymalne zbliżenie do Słońca nazywane jest peryhelium, a największe oddalenie – aphelium.
Ze względu na ogromne różnice w stosunkach odległości wiele wizualizacji Układu Słonecznego ukazuje orbity planet w podobnych do siebie odległościach. W rzeczywistości, z kilkoma wyjątkami, im dalej od Słońca krąży planeta lub pas planetoid, tym bardziej rośnie odległość pomiędzy jej orbitą a orbitą poprzedniego ciała. Na przykład Wenus jest średnio o 0,33 au dalej niż Merkury, podczas gdy Saturn – o 4,3 au dalej niż Jowisz, a Neptun – o 10,5 au dalej niż Uran. Podejmowano próby określenia związku pomiędzy tymi odległościami (patrz: Reguła Titiusa-Bodego), jednak żadna tego typu teoria nie znalazła wytłumaczenia i nie została zaakceptowana.

### Słońce
Duża masa Słońca umożliwiła uzyskanie wystarczająco wysokiej temperatury, by mogła zachodzić reakcja termojądrowa, uwalniająca ogromne ilości energii, która jest wysyłana w przestrzeń w większości jako promieniowanie elektromagnetyczne, w tym światło widzialne.
Gwiazdy porządkuje się na diagramie Hertzsprunga-Russella, na którym umieszcza się je według jasności absolutnej i temperatury powierzchni. Słońce jest klasyfikowane jako umiarkowanie duży żółty karzeł, jednak ta nazwa może być myląca, ponieważ – w porównaniu do innych gwiazd w Galaktyce – Słońce jest raczej duże i jasne. Większość gwiazd na diagramie Hertzsprunga-Russella położona jest w obszarze nazywanym ciągiem głównym; Słońce leży właśnie pośrodku tego obszaru. Gwiazdy jaśniejsze i gorętsze od Słońca występują rzadko. Gwiazdy ciemniejsze i chłodniejsze są powszechne.
Miejsce Słońca w ciągu głównym określa je jako gwiazdę w „sile wieku”. Nie wyczerpało ono jeszcze zapasu wodoru niezbędnego do reakcji termojądrowej. W miarę postępowania przemiany wodoru w hel Słońce staje się coraz jaśniejsze. We wcześniejszych etapach życia gwiazdy, jasność Słońca wynosiła 75% obecnej jasności.
Obliczenia dotyczące stosunku wodoru i helu wskazują, że jest ono mniej więcej w połowie swojego życia jako gwiazda ciągu głównego. W końcu, za około pięć miliardów lat, Słońce zacznie się znacznie szybciej zmieniać i opuści ciąg główny – stanie się znacznie większe i chłodniejsze (czerwieńsze), zmieniając się w czerwonego olbrzyma. Wówczas jego jasność absolutna będzie kilka tysięcy razy większa od obecnej, ale temperatura jego powierzchni będzie niższa niż obecnie.
Słońce jest gwiazdą I populacji; narodziło się w późniejszych etapach ewolucji Wszechświata. Zawiera więcej pierwiastków cięższych od wodoru i helu, czyli tzw. „metali” (mówiąc w żargonie astronomicznym) niż starsze gwiazdy II populacji. Pierwiastki cięższe niż wodór i hel powstają tylko w jądrach gwiazd, a pierwiastki cięższe od żelaza – tylko podczas eksplozji gwiazd. Pierwsze pokolenie gwiazd (hipotetycznej III populacji i częściowo II populacji) zakończyło ewolucję w akcie eksplozji supernowej, dzięki czemu Wszechświat został wzbogacony o atomy pierwiastków ciężkich. Najstarsze gwiazdy zawierają niewiele metali, podczas gdy gwiazdy powstałe później zawierają ich więcej. Ta właśnie duża zawartość metali, jak się wydaje, zadecydowała, że Słońce wytworzyło układ planetarny, gdyż planety formują się z dysków zawierających pył kosmiczny.

#### Materia międzyplanetarna

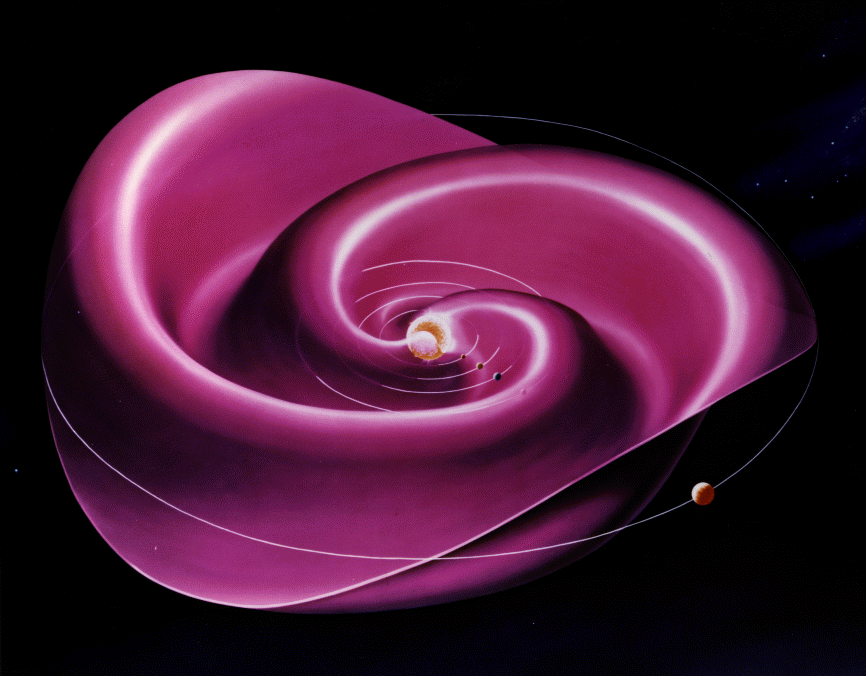
Artystyczna wizja spirali Parkera przedstawiającej zmiany pola magnetycznego w płaszczyźnie równikowej Słońca wywołane zmianami wiatru słonecznego. W wyniku obrotu Słońca zmiany przybierają kształt spirali. Okręgi ukazują orbity 5 planet (Merkury, Wenus, Ziemia, Mars, Jowisz)

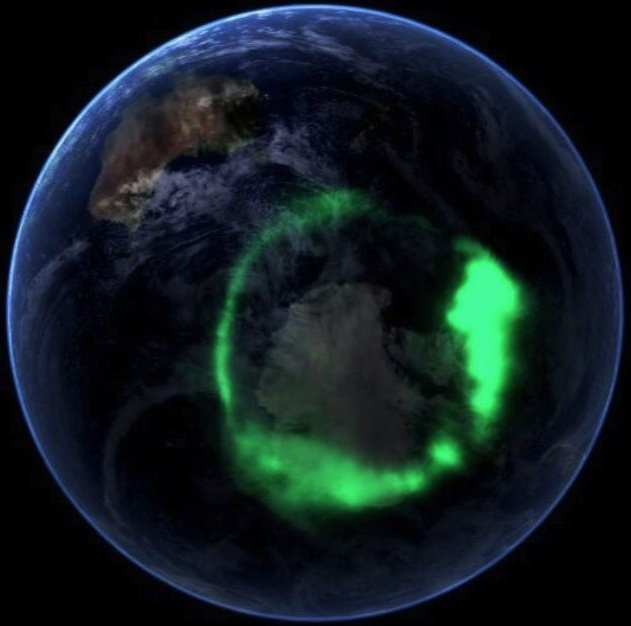
Zorza polarna wokół bieguna południowego Ziemi zarejestrowana przez satelitę NASA IMAGE

Oprócz światła Słońce wyrzuca strumień naładowanych cząstek, głównie protonów i elektronów, znany jako wiatr słoneczny. Cząstki te są wyrzucane z prędkością około 1,5 miliona km/h. Strumień ten jest hamowany przez pole magnetyczne Słońca, a w dużej odległości od gwiazdy – także przez wiatr ośrodka międzygwiezdnego (galaktyczny). Ocenia się, że wiatr słoneczny sięga do odległości co najmniej 100 au. Aktywność słoneczna wpływa na intensywność wiatru słonecznego, poprzez burze magnetyczne oraz koronalne wyrzuty masy, tworząc tak zwaną „kosmiczną pogodę”.
Pole magnetyczne Ziemi chroni jej atmosferę przed wiatrem słonecznym. Wenus i Mars nie mają pola magnetycznego, dlatego wiatr słoneczny powoduje, że ich atmosfery są powoli wywiewane w przestrzeń. Interakcja wiatru słonecznego z polem magnetycznym planety tworzy zorze polarne obserwowane w pobliżu biegunów Ziemi, a także planet-olbrzymów.
Przez Układ Słoneczny przechodzi także promieniowanie kosmiczne pochodzące spoza układu. Wiatr słoneczny w obrębie heliosfery (zwłaszcza w gęstszym płaszczu) i planetarne pola magnetyczne częściowo chronią przed nim Układ Słoneczny, choć nie wiadomo, w jakim stopniu. Nie jest także znany wpływ zmian pola magnetycznego Słońca na gęstość promieniowania kosmicznego w ośrodku międzyplanetarnym.
Materia międzyplanetarna jest miejscem występowania co najmniej dwóch dyskowatych obszarów pyłu kosmicznego. Pierwszy, zodiakalny obłok pyłu, leży w wewnętrznej części Układu Słonecznego i powoduje powstawanie światła zodiakalnego. Prawdopodobnie tworzą liczne drobne ciała powstające w wyniku kolizji w pasie planetoid. Drugi rozciąga się w obszarze od około 10 au do ok. 40 au, a powstał prawdopodobnie wskutek podobnych kolizji w Pasie Kuipera.

### Większe ciała niebieskie
| LP | Obiekt  |  | Symbol                                                  | Średnica równikowa (km / ilość średnic Ziemi) | Masa (1021 kg / mas Ziemi) | Odległość od Słońca (km / au) | Czas obiegu (dni / lat ziemskich) | Okres obrotu | Księżyce | Rodzaj        |
| -- | ------- |  | ------------------------------------------------------- | --------------------------------------------- | -------------------------- | ----------------------------- | --------------------------------- | ------------ | -------- | ------------- |
|    | Słońce  |  | Astronomiczny symbol Słońca                             | ok. 1 392 000 109                             | 1 989 100 000 332 950      | –                             | –                                 | 25d 9h 7m    | –        | gwiazda       |
| 1  | Merkury |  | Astronomiczny symbol Merkurego                          | 4 879 0,3825                                  | 330,2 0,0552               | 57 909 170 0,3871             | 87,969 0,2408                     | 58d 15h 26m  | 0        | skalista      |
| 2  | Wenus   |  | Astronomiczny symbol Wenus                              | 12 104 0,9489                                 | 4 868,5 0,8149             | 108 208 926 0,7233            | 224,701 0,6152                    | 243d 0h 27m  | 0        | skalista      |
| 3  | Ziemia  |  | Astronomiczny symbol Ziemi · Astronomiczny symbol Ziemi | 12 756 1,0000                                 | 5 974,2 1,0000             | 149 597 887 1,0000            | 365,256 1,0000                    | 23h 56m 04s  | 1        | skalista      |
| 4  | Mars    |  | Astronomiczny symbol Marsa                              | 6 805 0,5335                                  | 641,9 0,1074               | 227 936 637 1,5237            | 686,960 1,8808                    | 24h 37m 23s  | 2        | skalista      |
| 5  | Jowisz  |  | Astronomiczny symbol Jowisza                            | 142 984 11,2092                               | 1 898 600,8 317,8          | 778 412 027 5,2034            | 4 333,287 11,8637                 | 9h 55m 30s   | 95       | gazowa        |
| 6  | Saturn  |  | Astronomiczny symbol Saturna                            | 120 536 9,4494                                | 568 516,8 95,1620          | 1 426 725 413 9,5371          | 10 756,200 29,4484                | 10h 39m 22s  | 274      | gazowa        |
| 7  | Uran    |  | Astronomiczny symbol Urana                              | 51 118 4,0074                                 | 86 841 14,5360             | 2 870 972 220 19,1913         | 30 707,490 84,0711                | 17h 14m 24s  | 28       | gazowo-lodowa |
| 8  | Neptun  |  | Astronomiczny symbol Neptuna                            | 49 528 3,8827                                 | 102 439,6 17,1470          | 4 498 252 900 30,0690         | 60 223,353 164,8799               | 16h 06m 36s  | 16       | gazowo-lodowa |

Planety skaliste krążą blisko Słońca, mają niewielkie rozmiary i stosunkowo wysoką gęstość. Prędkość ich obrotu wokół własnej osi jest mała, mają też niewiele satelitów. Planety gazowe położone dalej od Słońca są dużo większe, mają małą gęstość, a prędkość obrotu wokół własnej osi jest większa. Każda z nich ma wiele satelitów.

### Planety wewnętrzne (skaliste)

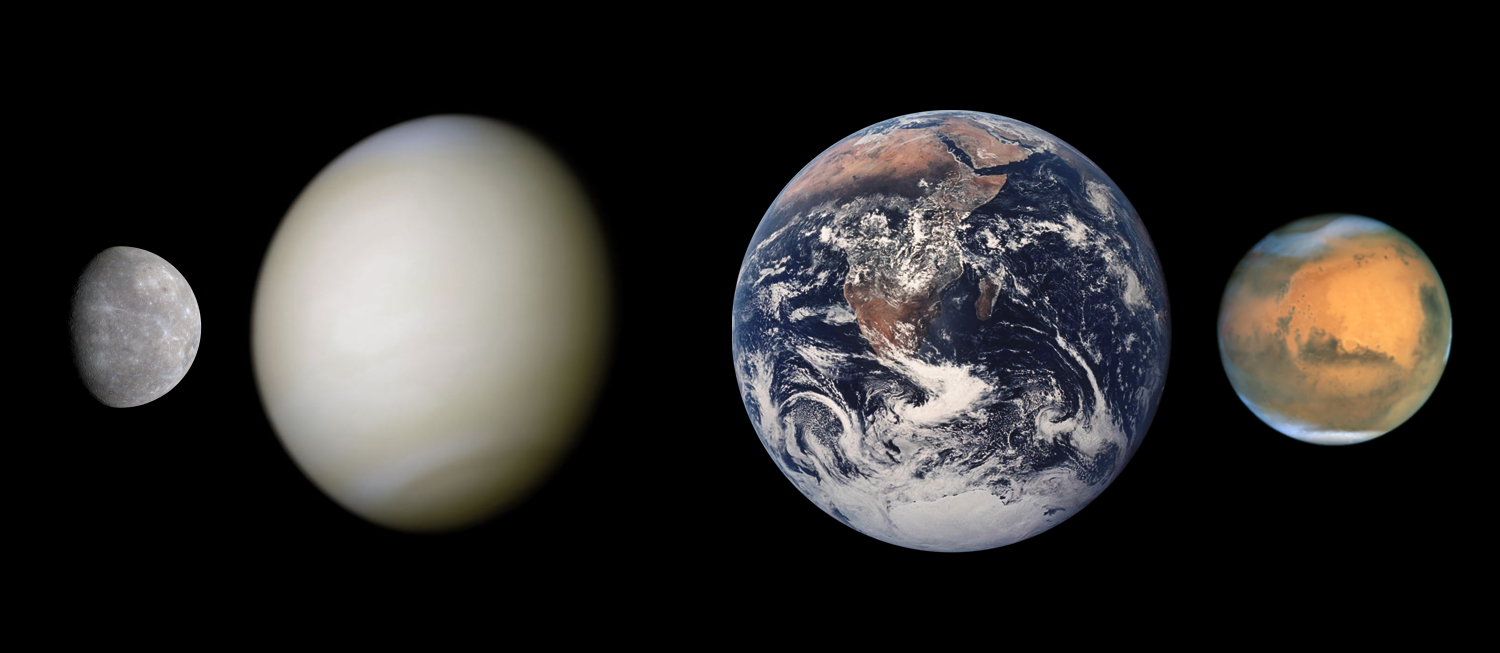
Planety wewnętrzne. Od lewej do prawej: Merkury, Wenus, Ziemia i Mars (w skali)

Cztery wewnętrzne planety Układu Słonecznego są planetami skalistymi, mają dużą gęstość, są zbudowane ze skał, mają najwyżej kilka księżyców lub nie mają ich w ogóle i nie mają pierścieni. Składają się w znacznej części z minerałów o wysokiej temperaturze topnienia, takich jak krzemiany, które tworzą ich skorupę oraz płaszcz, a także metali takich jak żelazo i nikiel, które tworzą ich jądra. Trzy z czterech planet wewnętrznych (Wenus, Ziemia i Mars) mają atmosferę. Na ich powierzchni występują kratery uderzeniowe oraz tektoniczne cechy ukształtowania powierzchni takie jak rowy tektoniczne i wulkany.
Merkury
Merkury (0,4 au) jest najbliższą Słońca i najmniejszą planetą (0,055 masy Ziemi). Merkury nie ma naturalnych satelitów, a jedyne znane jego cechy geologiczne oprócz kraterów uderzeniowych to obłe grzbiety i urwiska, prawdopodobnie powstałe w okresie kurczenia się jego stygnącego wnętrza we wczesnej historii planety. Merkury prawie w ogóle nie ma atmosfery, gdyż jest ona „zdmuchiwana” przez wiatr słoneczny. Nie wiadomo dokładnie jak ukształtowały się jego stosunkowo duże żelazne jądro i cienki płaszcz. Według części hipotez jego zewnętrzne warstwy zostały zdarte przez ogromne uderzenie i to spowodowało, że nie rozrósł się w pełni, będąc pod wpływem promieniowania młodego Słońca.
Wenus
Wenus (0,7 au) jest zbliżona rozmiarami do Ziemi (0,815 masy Ziemi) i podobnie jak ona, ma gruby płynny płaszcz wokół żelaznego jądra i masywną atmosferę, 90 razy gęstszą niż ziemska. Wenus nie ma naturalnych satelitów. Jest najgorętszą planetą, o temperaturze powierzchni powyżej 400 °C, z powodu dużej zawartości gazów cieplarnianych w atmosferze. Nie ma ona pola magnetycznego, które mogłoby zapobiec uszczupleniu jej gęstej atmosfery, co sugeruje, że atmosfera jest stale uzupełniana przez aktywność wulkaniczną. Nie ma jednak innych dowodów współczesnej aktywności geologicznej na Wenus.
Ziemia
Ziemia (1 au) jest największą i najgęstszą z planet wewnętrznych, jedyną z pewnością aktywną geologicznie i jedyną znaną planetą, na której istnieje życie. Jej hydrosfera jest unikalna wśród planet skalistych. Jest także jedyną planetą gdzie została zaobserwowana tektonika płyt. Atmosfera ziemska jest odmienna od atmosfer pozostałych planet i jest wciąż kształtowana przez procesy biologiczne, dzięki którym zawiera 21% wolnego tlenu. Ma jednego naturalnego satelitę – Księżyc – jedynego dużego satelitę pośród planet skalistych w Układzie Słonecznym. Czasem wręcz określa się układ Ziemia-Księżyc jako planetę podwójną.
Mars
Mars (1,5 au) jest mniejszy niż Ziemia i Wenus (0,107 masy Ziemi). Ma rzadką atmosferę złożoną głównie z dwutlenku węgla. Jego powierzchnia jest usiana wieloma wulkanami takimi jak Olympus Mons i dolinami pochodzenia tektonicznego takimi jak Valles Marineris. Nie wiadomo, czy Mars wykazuje współcześnie aktywność geologiczną. Jego czerwona barwa pochodzi od gleby bogatej w tlenki żelaza. Mars ma dwa niewielkie księżyce: Fobosa i Deimosa. Mogą one być przechwyconymi planetoidami (przypominają je składem), lub mogły powstać na orbitach podobnych do dzisiejszych, na co wskazuje dynamika, np. z materii wyrzuconej przy uderzeniu dużego ciała w Marsa.

### Pas planetoid

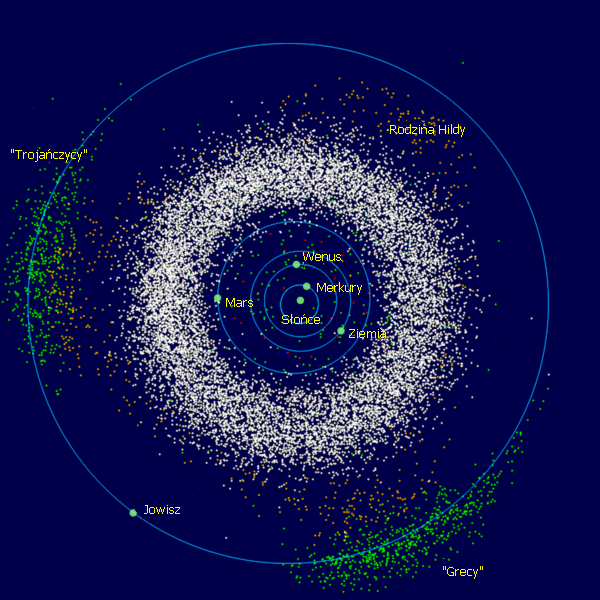
Pas planetoid i planetoidy trojańskie

Planetoidy to w większości małe ciała Układu Słonecznego, składające się głównie ze skalistych i metalicznych minerałów.
Główny pas planetoid zajmuje orbitę pomiędzy Marsem a Jowiszem, w obszarze od 2,12 do 3,3 au od Słońca. Uważa się, że jest to pozostałość po procesie formacji Układu Słonecznego, tzn. że jest to materia, która nie zdołała się połączyć w większy obiekt z powodu oddziaływania grawitacyjnego Jowisza.
Rozmiar planetoid wynosi od setek kilometrów do rozmiarów mikroskopijnych. Wszystkie planetoidy z wyjątkiem Ceres są klasyfikowane jako małe ciała Układu Słonecznego, jednak niektóre, takie jak Westa i Hygieia być może zostaną uznane za planety karłowate, jeśli okaże się, że osiągnęły równowagę hydrostatyczną (czyli własna grawitacja nadała im kształt zbliżony do kulistego).
Do 2002, zidentyfikowano około 40 000 obiektów mających ponad 1 km średnicy w pasie planetoid, a ich szacowana liczba wynosić może od 700 tys. do 1,7 mln. Jednak łączna masa planetoid zapewne nie przekracza jednej tysięcznej masy Ziemi. Pas planetoid nie jest zbyt gęsty; sondy kosmiczne zwykle przelatują przez niego bez kolizji. Planetoidy o średnicach pomiędzy 10 i 10−4 m nazywa się meteoroidami.
Niektóre spośród planetoid mają satelity. Nazywa się je zwykle księżycami planetoid, a jeśli oba ciała są zbliżonych rozmiarów, to uznaje się je za planetoidę podwójną.
Planetoidy w głównym pasie są podzielone na grupy w oparciu o charakterystyki ich orbit. Często łączy je także wspólne pochodzenie. Z pasa planetoid pochodzą także niektóre komety krótkookresowe, które prawdopodobnie były jednym ze źródeł wody na Ziemi.

#### Ceres
Ceres to największy i najwcześniej odkryty obiekt w pasie planetoid. Ma średnicę 952,4 km, jego masa stanowi około 1/3 łącznej masy pasa. Po odkryciu w 1801 uważany był za planetę, jednak odkrycia podobnych obiektów sprawiły, że zaczęto określać go jako planetka lub planetoida. W 2006 roku został przeklasyfikowany ponownie – został uznany za planetę karłowatą.

### Planety zewnętrzne

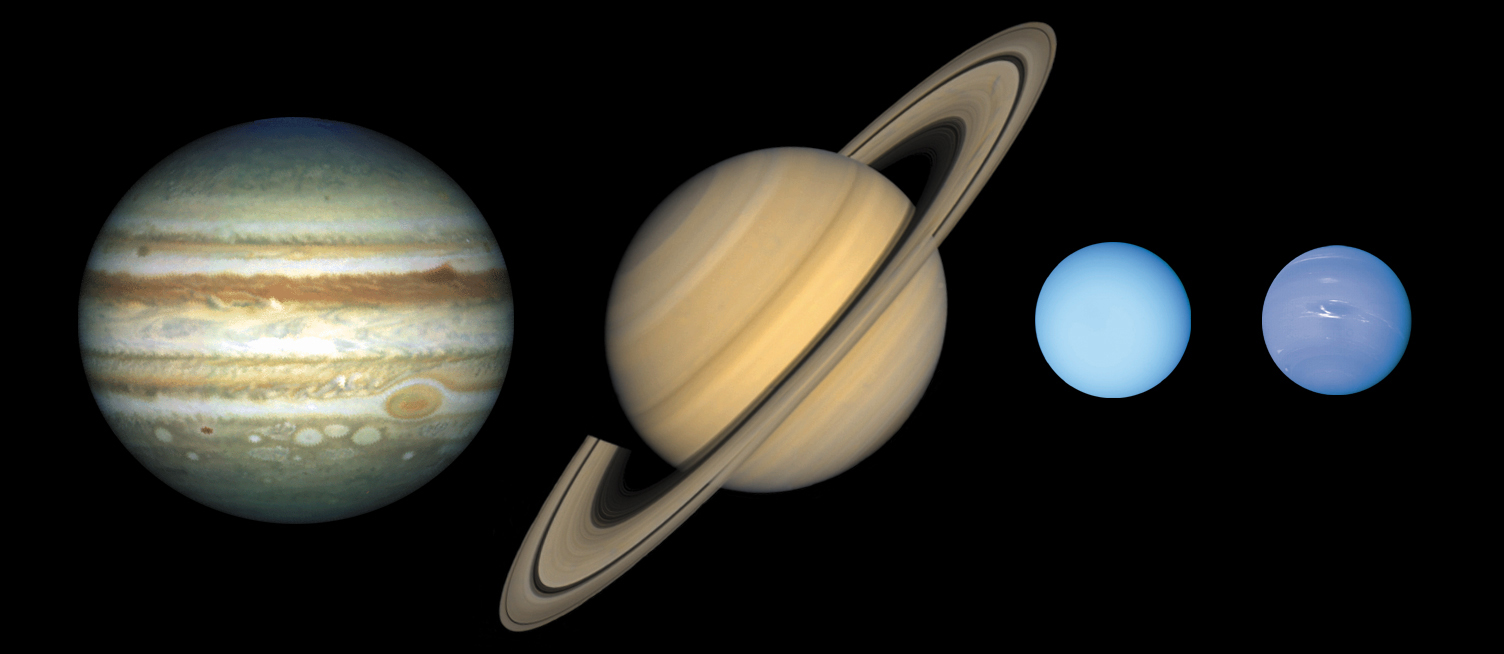
Planety zewnętrzne: (od lewej) Jowisz, Saturn, Uran i Neptun (w skali)

Jowisz i Saturn składają się w większości z wodoru i helu, zaś Uran i Neptun – z lodu, zamarzniętego amoniaku i metanu. Według niektórych klasyfikacji Uran i Neptun należą do oddzielnej kategorii – „lodowych olbrzymów”. Wszystkie cztery planety gazowe mają pierścienie, jednak jedynie pierścienie Saturna są łatwo widzialne z Ziemi. Termin planety zewnętrzne nie powinien być mylony z pojęciem planety górne, który oznacza planety znajdujące się w większej odległości od Słońca niż Ziemia (gazowe olbrzymy i Mars).
Jowisz
Jowisz (5,2 au) ma masę równą 318 mas Ziemi, czyli 2,5 razy więcej niż wszystkie pozostałe planety Układu. Składa się w większości z wodoru i helu. Duża ilość ciepła pochodząca z wnętrza planety tworzy wiele interesujących zjawisk w jego atmosferze, takich jak równoleżnikowe pasma chmur czy Wielka Czerwona Plama. Jowisz ma 79 znanych księżyców. Cztery największe z nich, tzw. księżyce galileuszowe, wykazują podobieństwa do planet skalistych, takie jak wulkanizm i zjawiska tektoniczne. Ganimedes, największy naturalny satelita w Układzie Słonecznym, jest większy niż Merkury.
Saturn
Saturn (9,5 au) słynie z szerokich i jasnych pierścieni. Pod względem budowy i składu atmosfery bardzo przypomina on Jowisza. Ma jednak bardzo małą gęstość; przy średnicy równej ok. 84% średnicy Jowisza jest ponad trzykrotnie mniej masywny. Ma 274 znane satelity. Największe spośród nich są zbudowane w dużym stopniu z lodu. Z tej grupy Tytan i Enceladus wykazują oznaki aktywności geologicznej (kriowulkanizm). Tytan jest większy niż Merkury i jest jedynym satelitą w Układzie Słonecznym, który ma gęstą atmosferę, w której zachodzą złożone zjawiska pogodowe; poza tym znajdują się na nim powierzchniowe zbiorniki (jeziora i morza) ciekłych węglowodorów. Ciśnienie atmosferyczne na jego powierzchni jest o ok. 47% większe niż na powierzchni Ziemi.
Uran
Uran (19,6 au), przy masie 14 mas Ziemi, jest najlżejszą z planet-olbrzymów. Jego unikalną cechą jest to, że obiega Słońce „leżąc na boku”; jego oś obrotu jest nachylona do ekliptyki pod kątem bliskim 0°. Ma także znacznie mniej aktywne jądro i wypromieniowuje mniej ciepła niż pozostałe olbrzymy Uran ma 27 znanych księżyców (stan z 2 października 2018, spośród których największe to Tytania, Oberon, Umbriel, Ariel i Miranda).
Neptun
Neptun (30 au), chociaż nieco mniejszy od Urana, ma większą masę (równą 17 mas Ziemi) i większą gęstość. Wypromieniowuje też więcej ciepła, ale nie tak dużo jak Jowisz czy Saturn. Neptun ma 14 znanych księżyców. Największy z nich, Tryton, jest geologicznie aktywny, ma aktywne gejzery wyrzucające płynny azot. Tryton jest jedynym znanym dużym satelitą poruszającym się wokół planety ruchem wstecznym – przeciwnym niż jej ruch wirowy.

### Obszar obiektów transneptunowych

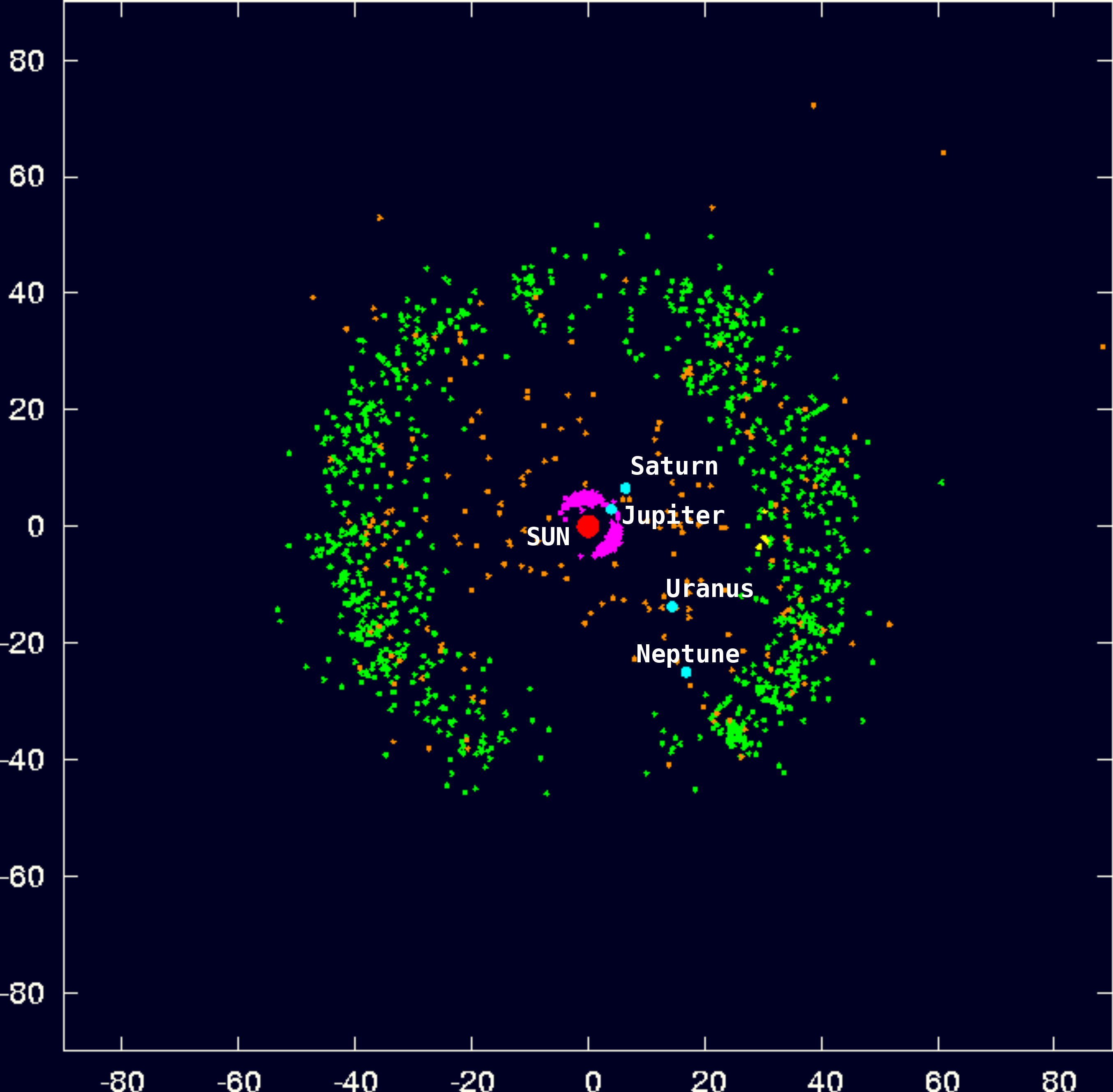
Mapa wszystkich znanych obiektów Pasa Kuipera (zielone kropki), w zestawieniu z czterema planetami zewnętrznymi. Stan na 1 stycznia 2000. Na skalach podano odległości w au.

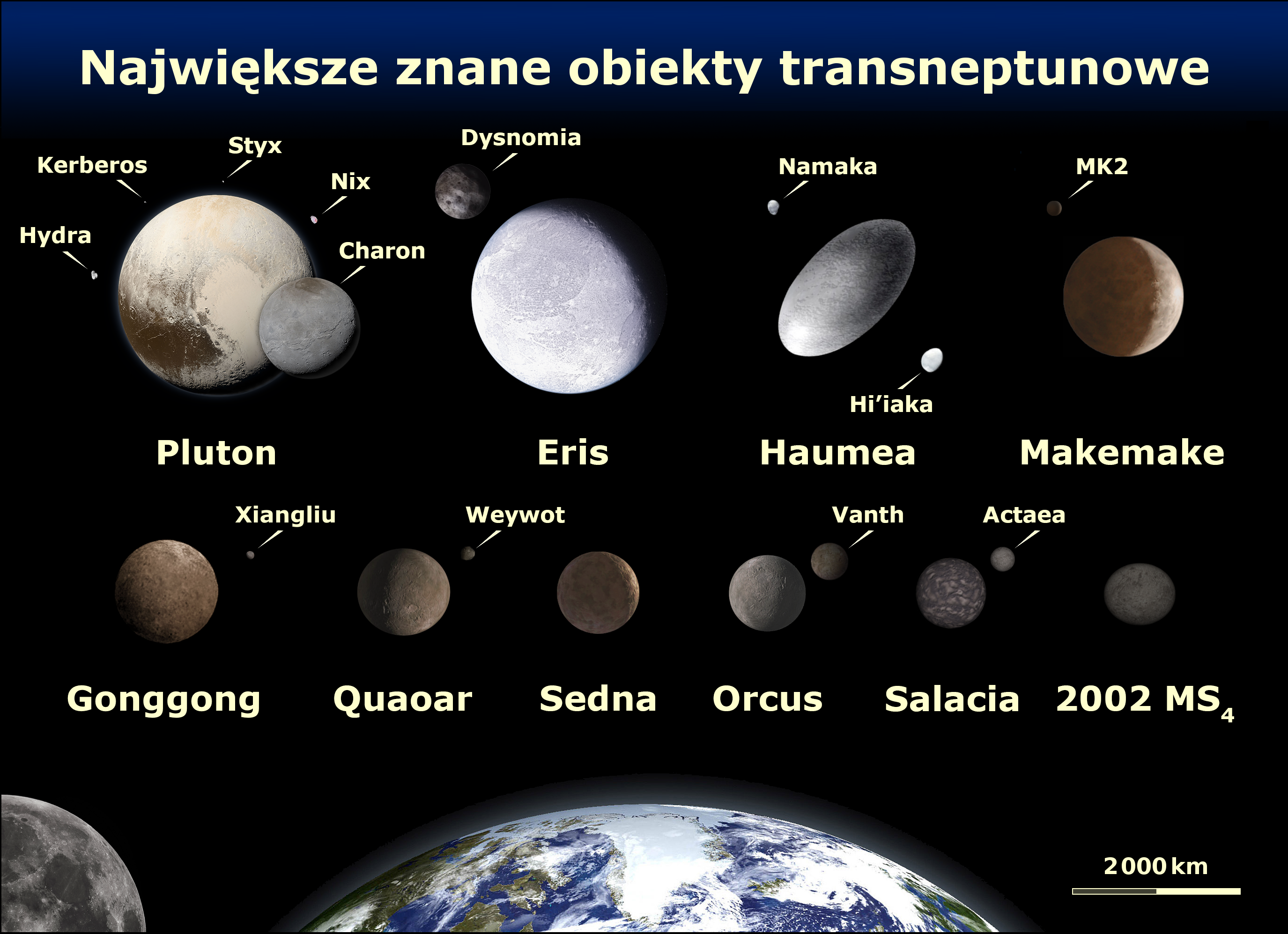
Porównanie największych znanych obiektów transneptunowych (rozmiary w skali)

Obszar Układu Słonecznego poza orbitą Neptuna jest wciąż mało zbadany. Dotychczasowe badania wskazują, że znajduje się tam znaczna ilość małych obiektów (największy znany ma średnicę pięciokrotnie mniejszą niż Ziemia i masę dużo mniejszą niż Księżyc), zbudowanych głównie ze skał i lodu. Obszar ten czasami zwany jest „zewnętrznym Układem Słonecznym”, jednak inni uważają, że termin ten odnosi się do obszaru poza pasem planetoid.

#### Pas Kuipera

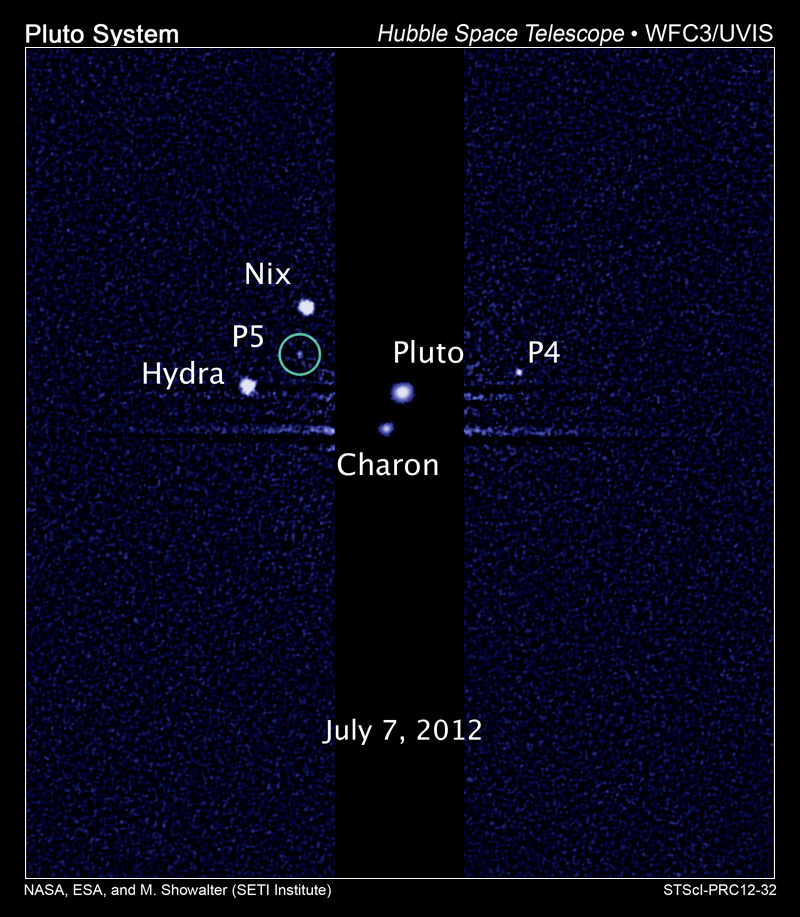
Pluton i jego pięć znanych księżyców

Zasadnicza część Pasa Kuipera to ogromny pierścień planetoid zbudowanych głównie z lodu. Rozciąga się w odległościach 30–50 au od Słońca. Składa się głównie z małych ciał Układu Słonecznego, lecz niektóre z największych jego obiektów, takie jak Quaoar, Varuna czy Orcus, mogą na podstawie definicji IAU zostać w przyszłości uznane za planety karłowate. Zidentyfikowano ponad tysiąc obiektów, z tego kilkanaście o średnicy ok. 1000 km lub większej. Ocenia się, że w pasie istnieje ponad 100 tys. obiektów o średnicy przekraczającej 50 km. Łączna masa obiektów w pasie stanowić ma co najwyżej dziesiątą część masy Ziemi; szacunki te są jednak niepewne ze względu na niepewności w albedo, brak danych o gęstości większości tych obiektów i według danych z 2006 roku możliwe jest dokładne zbadanie jedynie wewnętrznego obszaru Pasa Kuipera. Orbity większości obiektów są nachylone do ekliptyki. Wiele obiektów ma satelity, niektóre są planetoidami podwójnymi.

Diagram przedstawiający podział Pasa Kuipera

Obiekty Pasa Kuipera można z grubsza podzielić na te „klasyczne” i te będące w rezonansie orbitalnym z Neptunem, czyli takie, których okres obiegu związany jest z okresem obiegu planety. Rezonans 2:3 oznacza, że ciało okrąża Słońce dwukrotnie w przeciągu trzech okrążeń Słońca przez Neptuna. Ten rodzaj rezonansu dotyczy obiektów okresowo przybliżających się w ruchu orbitalnym do Słońca bardziej niż Neptun, np. Plutona. Od nazwy tej planety karłowatej, obiekty będące w takim rezonansie nazywa się plutonkami (plutino). Część „klasyczna” pasa zawiera obiekty niebędące w rezonansie z Neptunem i rozciąga się z grubsza od 39,4 do 47,7 au. Noszą nazwę cubewano, wziętą od oznaczenia pierwszego odkrytego obiektu tego typu, 1992 QB1 – obecnie (15760) Albion.
Pluton i Charon
Pluton (średnio 39 au), planeta karłowata, jest największym znanym obiektem w Pasie Kuipera. Kiedy został odkryty w 1930, uznano go za dziewiątą planetę; sytuacja zmieniła się w 2006 r. z wprowadzeniem nowej definicji planety. Pluton ma stosunkowo ekscentryczną orbitę nachyloną pod kątem 17 stopni do płaszczyzny ekliptyki i rozciągającą się od 29,7 au w peryhelium (wewnątrz orbity Neptuna) do 49,5 au w aphelium.
Jego największy księżyc Charon ma masę tylko 7 razy mniejszą niż Pluton, dlatego tworzy wraz z Plutonem podwójną planetę karłowatą, co sprawia, że punkt, wokół którego krążą (barycentrum), znajduje się w przestrzeni pomiędzy nimi. Cztery znacznie mniejsze księżyce, Nix, Hydra, Kerberos i Styx, okrążają Plutona i Charona po dalszych orbitach.
Makemake
Makemake, planeta karłowata o średnicy wynoszącej około ¾ średnicy Plutona jest jednym z niewielu ciał Pasa Kuipera nie posiadających odkrytego satelity. Jego ekstremalnie niska średnia temperatura (około 30 K) sprawia, że najprawdopodobniej ma powierzchnię pokrytą metanowym i etanowym lodem. Jego orbita jest silnie nachylona do płaszczyzny ekliptyki pod kątem 29°, a okres obiegu wokół Słońca wynosi blisko 310 lat ziemskich.

#### Dysk rozproszony

Diagram Pasa Kuipera i dysku rozproszonego: na czarno: obiekty dysku rozproszonego; na niebiesko: cubewano; na zielono: obiekty w rezonansie z Neptunem

Dysk rozproszony zachodzi na Pas Kuipera, lecz rozciąga się dużo dalej na zewnątrz. Uważa się, że ten obszar jest źródłem większości komet krótkookresowych. Prawdopodobnie obiekty dysku rozproszonego zostały wyrzucone na orbity erratyczne (nieregularne) przez oddziaływanie grawitacyjne Neptuna, który w okresie formowania się Układu Słonecznego poruszał się po bardziej oddalonej orbicie (patrz: migracja planetarna). Większość obiektów dysku rozproszonego (SDO – scattered disc objects) ma peryhelia w Pasie Kuipera, lecz aphelia rozciągają się aż do 150 au od Słońca. Orbity SDO są również silnie nachylone do płaszczyzny ekliptyki, a często są prawie prostopadłe do niej. Niektórzy astronomowie uważają dysk rozproszony za część Pasa Kuipera i używają pojęcia „rozproszone obiekty Pasa Kuipera”.

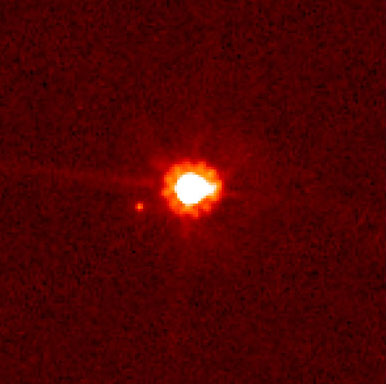
Eris i jej księżyc Dysnomia

Eris
Eris (średnio 68 au) jest największym znanym obiektem dysku rozproszonego. Jej odkrycie spowodowało debatę nad nową definicją planety, ponieważ ciało to było nie mniejsze niż Pluton, a sądzono nawet, że jest od niego większe. Według współczesnych pomiarów ma ona średnicę w przybliżeniu 2330 km, niemal taką samą jak Pluton. Ma natomiast największą masę ze znanych planet karłowatych. Ma jeden znany księżyc, Dysnomię. Podobnie jak w przypadku Plutona, jej orbita jest silnie ekscentryczna; Eris ma peryhelium w odległości 38,2 au od Słońca (średni dystans Plutona), a aphelium w 97,6 au i jest stromo nachylona do ekliptyki.

### Mniejsze ciała Układu Słonecznego
Oprócz planetoid pasa głównego i Pasa Kuipera, w Układzie Słonecznym istnieje wiele grup (rodzin) planetoid poruszających się po innych orbitach.
- Trojańczycy to planetoidy, które znajdują się w punktach libracyjnych L4 i L5 Jowisza, Neptuna, Marsa i Ziemi. Są to obszary stabilne grawitacyjnie, utrzymujące ciało na wspólnej orbicie z planetą.
- Planetoidy rodziny Hildy są w rezonansie 2:3 z Jowiszem; to znaczy, że obiegają Słońce trzy razy na każde dwa okrążenia Jowisza.
- Centaury to planetoidy krążące po orbitach między orbitami Saturna i Neptuna.
- Planetoidy bliskie Ziemi to cztery grupy planetoid, z których wiele przecina orbity planet wewnętrznych.

#### Komety

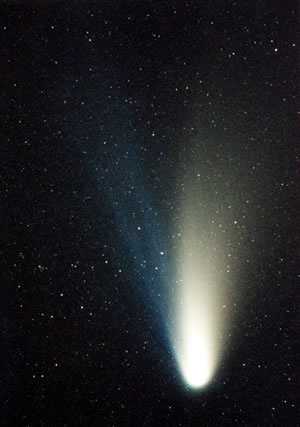
Kometa Hale’a-Boppa z warkoczem gazowym (z lewej) i pyłowym (z prawej)

Komety są to małe ciała Układu Słonecznego, zazwyczaj o średnicy zaledwie kilku kilometrów, złożone w większości z lodu. Ich orbity są silnie ekscentryczne; zwykle peryhelium znajduje się w okolicach orbit planet wewnętrznych, natomiast aphelium – daleko za orbitą Plutona. Kiedy kometa zbliża się do Słońca, jej lodowa powierzchnia zaczyna sublimować, tworząc komę – długi warkocz gazu i pyłu często możliwy do zaobserwowania gołym okiem z Ziemi.
Wiele grup komet, takich jak np. grupa Kreutza, pochodzi z rozpadu pierwotnej komety. Niektóre komety, poruszające się po orbitach hiperbolicznych, mogą pochodzić spoza Układu Słonecznego, ale dokładne określenie ich orbit jest trudne. Stare, nieaktywne komety, których lodowe części już wyparowały pod wpływem ogrzewania przez Słońce, zaliczane są do planetoid
Komety krótkookresowe poruszają się po orbitach, których trwałość nie przekracza dwustu lat. Orbity komet długookresowych utrzymują się przez tysiące lat. Komety długookresowe, takie jak kometa Hale’a-Boppa, prawdopodobnie pochodzą z Obłoku Oorta. Powstają one zapewne w wyniku zbliżenia się dwóch ciał w Pasie Kuipera lub Obłoku Oorta, które mogą zostać wytrącone ze swoich orbit i skierowane ku wewnętrznej części Układu Słonecznego, gdzie są obserwowane jako komety, albo też zostać wyrzucone w przestrzeń międzygwiezdną.
Komety i planetoidy mogą zderzać się z planetami, dlatego stanowią potencjalne zagrożenie dla życia na Ziemi. Ostatnie zderzenie komety z planetą zaobserwowano 16 lipca 1994 roku, kiedy kometa Shoemaker-Levy 9 zderzyła się z Jowiszem. Na Ziemi jest szereg kraterów uderzeniowych, które są śladami upadku komet lub planetoid.

### Najdalsze obszary
Miejsce gdzie Układ Słoneczny się kończy, a zaczyna się przestrzeń międzygwiazdowa, nie jest precyzyjnie określone, gdyż jego granice są kształtowane przez dwa różne zjawiska: wiatr słoneczny i grawitację Słońca. Prawdopodobnie wiatr słoneczny ustępuje przed ośrodkiem międzygwiazdowym z grubsza na dystansie czterech odległości Plutona od Słońca. Jednakże strefa Roche’a, obszar gdzie grawitacja Słońca dominuje, kończy się w przybliżeniu w połowie drogi do najbliższych gwiazd, czyli tysiąc razy dalej.

#### Heliosfera
Przestrzeń Układu Słonecznego wypełniona jest strumieniem cząstek wyrzucanych przez Słońce nazywanych wiatrem słonecznym. Obszar, w którym ciśnienie wiatru słonecznego przewyższa ciśnienie materii międzygwiazdowej, nazywa się heliosferą. Na ruch cząstek wyrzuconych przez Słońce wpływa jego pole magnetyczne, które przeważa nad galaktycznym polem magnetycznym.

##### Szok końcowy
Wiatr słoneczny wieje z prędkością naddźwiękową aż do odległości 95 au (aphelium Plutona wynosi 49,3 au). Granica tego obszaru nosi nazwę szoku końcowego. Jest to strefa, w której cząstki wiatru słonecznego są spowalniane do prędkości poddźwiękowych, napotykając przeciwny wiatr ośrodka międzygwiazdowego (galaktycznego). Według danych z Voyagera 1 szok końcowy znajduje się w odległości 85 au od Słońca, z kolei Voyager 2 przesłał dane, z których wynika, że granica ta jest już w odległości 76 au. Prawdopodobnie świadczy to o nieregularności tej struktury.

##### Płaszcz Układu Słonecznego

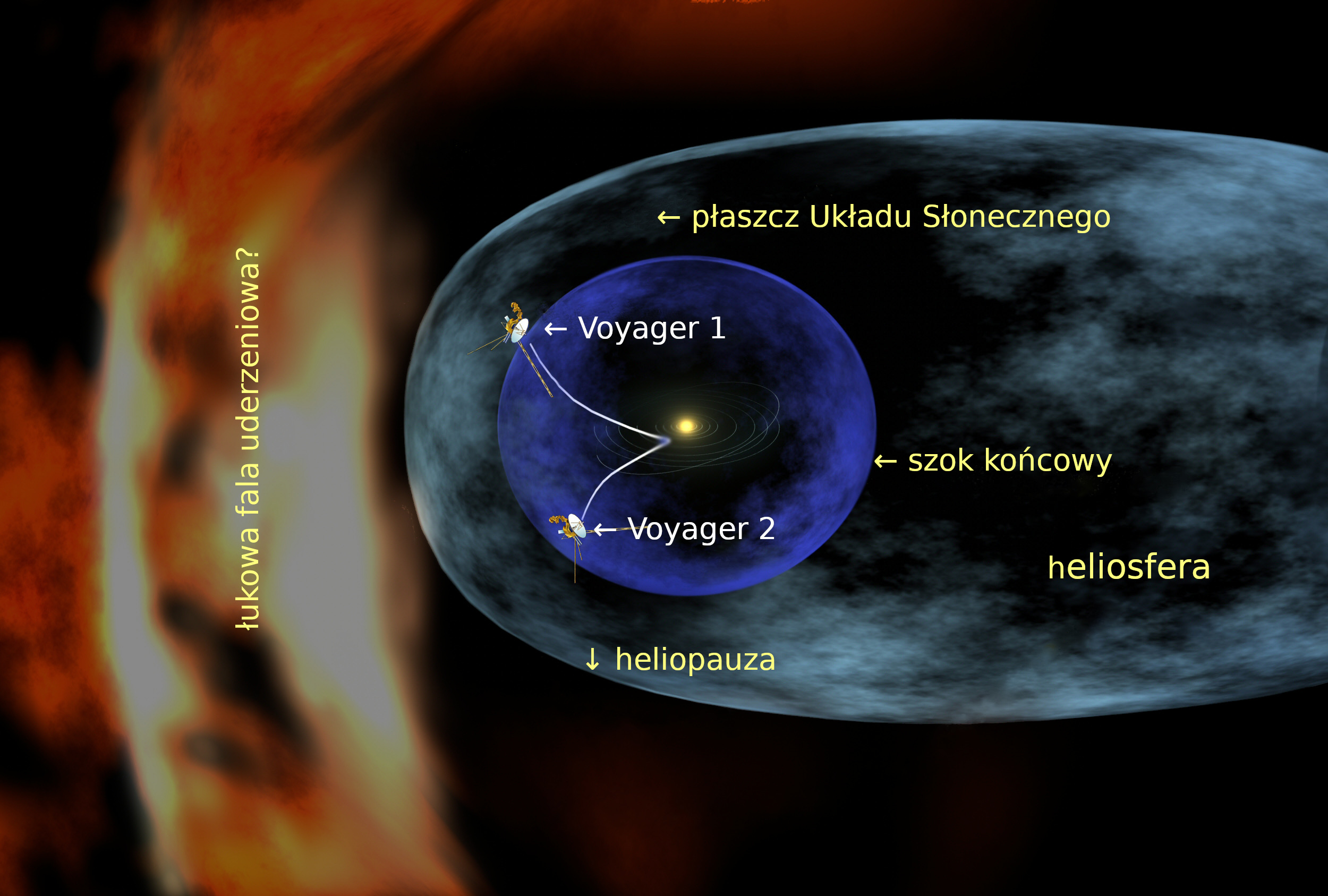
Schemat heliosfery i położenie sond Voyager w obszarze płaszcza Układu Słonecznego

Poza szokiem końcowym, w obszarze zwanym płaszczem Układu Słonecznego, wiatr słoneczny porusza się z prędkością poddźwiękową, w związku z czym zagęszcza się i tworzą się w nim turbulencje. Obszar graniczny płaszcza nazywa się heliopauzą, gdzie wiatr słoneczny zupełnie zatrzymuje się i zaczyna się przestrzeń międzygwiazdowa.

##### Heliosfera
Obwiednia zewnętrznej krawędzi heliosfery jest prawdopodobnie kształtowana przez oddziaływanie z ośrodkiem międzygwiazdowym, według praw mechaniki płynów, jak również przez słoneczne pole magnetyczne, przy czym część północna jest rozleglejsza, rozciągając się o 9 au (ok. 1,35 miliarda km) dalej niż część południowa. Jedna z hipotez postuluje istnienie strefy, w której na granicy heliopauzy dochodzi do formowania się ściany gorącego wodoru z materii międzygwiazdowej.
Sonda Voyager 1 przekroczyła heliopauzę w sierpniu 2012 roku i przesyła dane na temat promieniowania kosmicznego i plazmy w ośrodku międzygwiezdnym. Niewiele wiadomo o tym, na ile heliosfera chroni Układ Słoneczny przed promieniowaniem kosmicznym. W 2008 roku NASA rozpoczęła misję Interstellar Boundary Explorer (IBEX) mającą na celu uzyskanie obrazu heliosfery przy pomocy obrazowana energetycznych neutralnych atomów (ENA).
Przez lata uważano, że poza heliopauzą, w odległości ok. 230 au w kierunku apeksu Słońca, leży tzw. łukowa fala uderzeniowa (bow shock), plazma wzbudzana przez heliosferę podczas drogi przez ośrodek międzygwiazdowy Galaktyki, podobnie jak w pobliżu niektórych innych gwiazd. Obserwacje sondy IBEX wykazały jednak, że taka fala nie istnieje.

#### Obłok Oorta

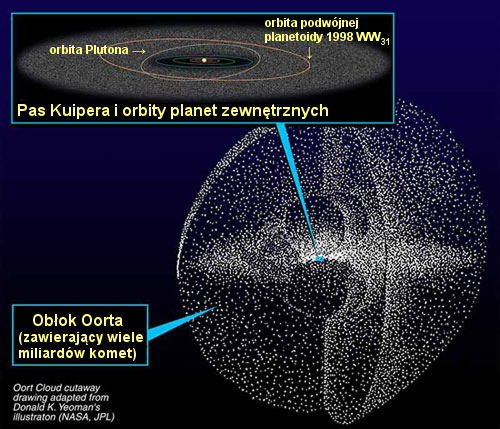
Obłok Oorta i Pas Kuipera

Hipotetyczny Obłok Oorta to bardzo liczna grupa obiektów (od miliarda do biliona), zbudowanych głównie z lodu, tworzących w wewnętrznej części spłaszczoną, a dalej sferyczną otoczkę Układu Słonecznego. Rozciąga się on od 300 do 50 000 au (prawie rok świetlny) od Słońca, a być może nawet dwukrotnie dalej. Przypuszczalnie składa się z planetozymali wyrzuconych z wewnętrznych obszarów Układu wskutek grawitacyjnych oddziaływań dużych planet w początkowych fazach jego formowania. Struktura obłoku podlega wpływom innych gwiazd, ich bliskie przejścia, które zdarzały się w przeszłości i będą zdarzać w przyszłości, mogą wytrącać z niego komety w kierunku planet.
Sedna jest dużym, czerwonawym obiektem transneptunowym o silnie wydłużonej orbicie (76 au w peryhelium; 928 au w aphelium). Krąży ona poza obszarem Pasa Kuipera, większość astronomów uważa również, że nie należy ona do dysku rozproszonego. Jest ona przedstawicielką innej grupy obiektów, do której może należeć również 2000 CR105 (peryhelium w 45 au, aphelium w 415 au, okres obiegu 3420 lat). Grupę tę określa się jako obiekty odłączone lub „wewnętrzny obłok Oorta”, gdyż mogła się ona uformować podobnie jak obłok zewnętrzny. Nie wiadomo, jak liczna jest ta grupa ciał. Sedna zostanie prawdopodobnie zaliczona w przyszłości do grona planet karłowatych.

#### Niezbadane obszary

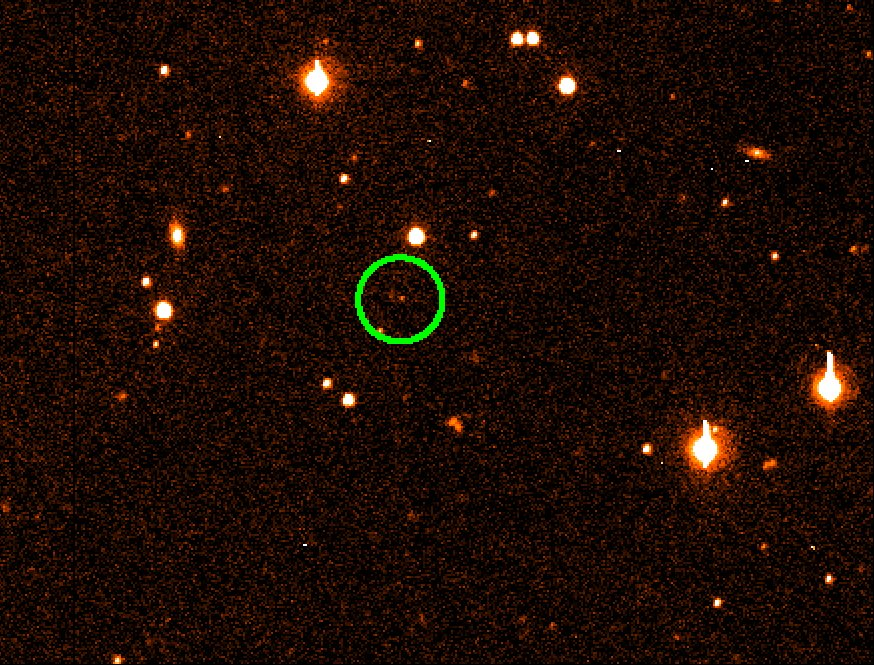
Sedna widziana przez teleskop naziemny

Znaczna część Układu Słonecznego pozostaje wciąż nieznana. Według szacunków pole grawitacyjne Słońca dominuje nad siłami grawitacyjnymi sąsiednich gwiazd w zasięgu około dwóch lat świetlnych, zaś zewnętrzna część Obłoku Oorta rozciąga się do około 50 000 au. Oprócz pojedynczych odkryć, takich jak odnalezienie w 2003 roku planetoidy Sedny, obszar pomiędzy Pasem Kuipera i Obłokiem Oorta o promieniu dziesiątek tysięcy au jest wciąż praktycznie nieopisany. Pas Kuipera urywa się nagle w odległości ok. 50 au od Słońca; granica ta znana jest jako „Klif Kuipera”. Przyczyna tego zjawiska nie jest znana, ale takie granice tworzą się zwykle na skutek oddziaływania grawitacyjnego masywnych ciał – istnieje możliwość, że powoduje je niezaobserwowana dotąd planeta.
Pomimo wielu niepowodzeń trwają również badania obszaru pomiędzy Merkurym a Słońcem. Jeżeli istnieją tam jakieś planetoidy, to najprawdopodobniej mają rozmiary nie większe niż 60 km.

## Najbliższe sąsiedztwo

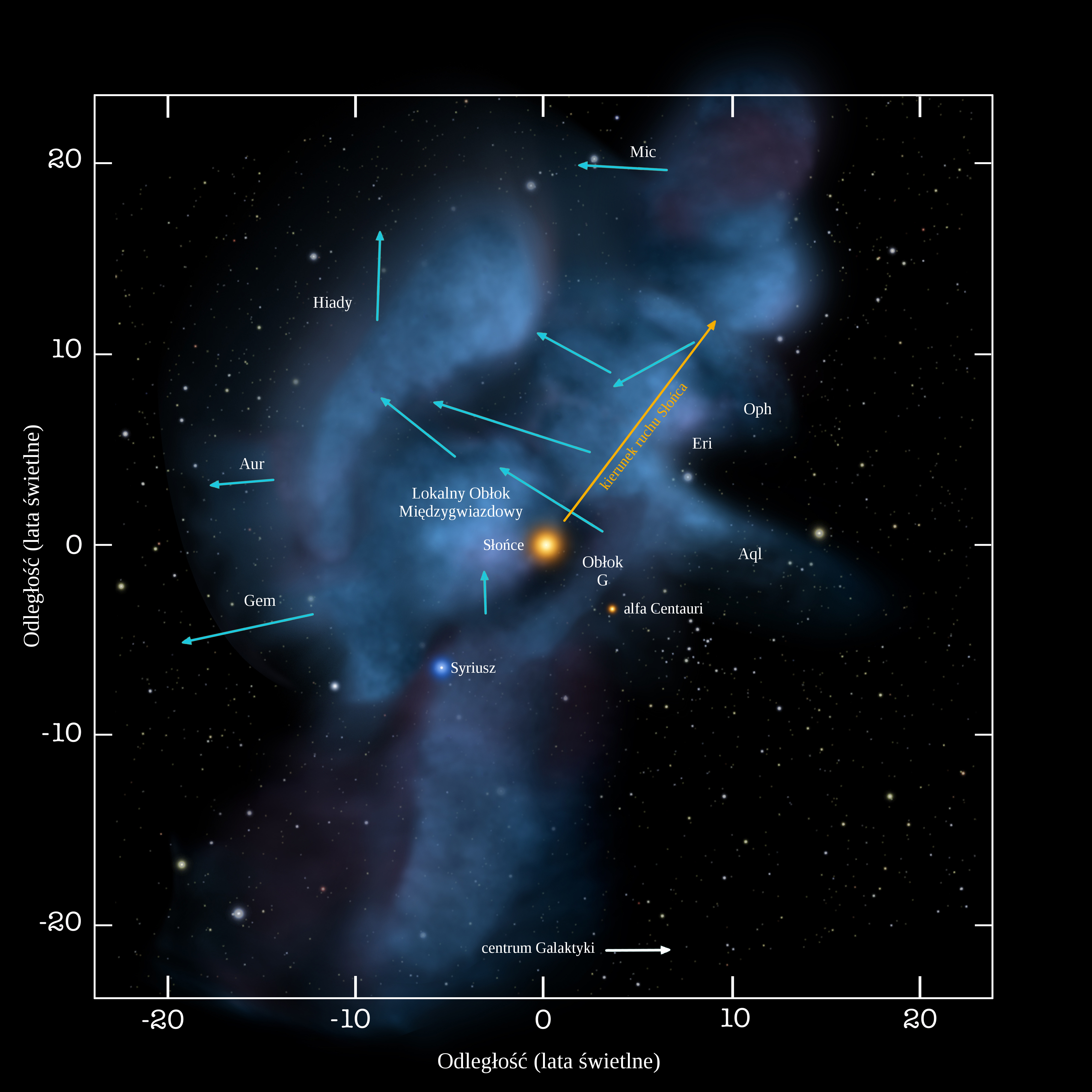
Lokalny Obłok Międzygwiazdowy, sąsiednie obłoki i kierunki ich ruchu

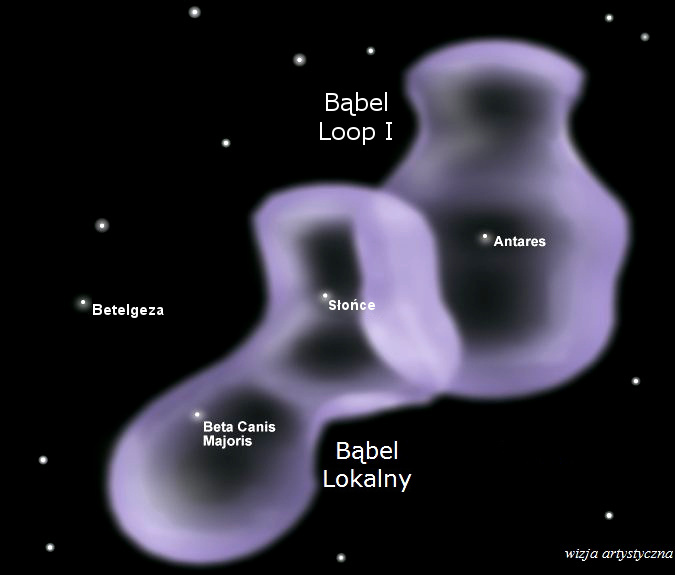
Bąbel Lokalny – wizja artysty

Bezpośrednie sąsiedztwo Układu Słonecznego stanowi Lokalny Obłok Międzygwiazdowy (ang. Local Fluff) – gęsty obłok, część bardziej rozsianego obłoku zwanego Bąblem Lokalnym (ang. Local Bubble) w ośrodku międzygwiazdowym. Ma on kształt klepsydry, a jego średnica to około 300 lat świetlnych. Obłok wypełnia plazma o wysokiej temperaturze, co sugeruje, że jest pozostałością po kilku supernowych.
Apeks Słońca (punkt, w kierunku którego Słońce porusza się w przestrzeni międzygwiezdnej) leży w gwiazdozbiorze Herkulesa, w pobliżu granicy z gwiazdozbiorem Lutni. Prędkość tego ruchu wynosi 16,5 km/s, czyli 50 lat świetlnych na milion lat.

### Sąsiedztwo gwiezdne
W odległości do 10 lat świetlnych (95 bilionów km) od Słońca istnieje stosunkowo niewiele gwiazd. Najbliżej znajduje się potrójny układ gwiazd Alfa Centauri (ok. 4,4 lat świetlnych). Są to Alfa Centauri A i B – ciasno związana para gwiazd podobnych do Słońca, oraz mały czerwony karzeł Proxima Centauri (Alfa Centauri C), okrążający je w odległości 0,2 roku świetlnego. Nieco dalej znajdują się czerwone karły: gwiazda Barnarda (5,9 lat świetlnych), Wolf 359 (7,8 lat świetlnych), Lalande 21185 (8,3 lat świetlnych), podwójny czerwony karzeł Luyten 726-8 (8,73 ly) i pojedynczy Ross 154 (9,68 ly). Jednym z najbliższych obiektów jest także podwójny brązowy karzeł, WISE 1049-5319 (6,5 lat świetlnych). Największą gwiazdą w promieniu 10 lat świetlnych jest Syriusz (8,6 lat świetlnych) – jasna gwiazda ciągu głównego, około dwukrotnie masywniejsza od Słońca, wokół której krąży biały karzeł Syriusz B.
Wokół najbliższych czerwonych karłów, Proximy Centauri i gwiazdy Barnarda, krążą znane planety pozasłoneczne.
Najbliższa pojedyncza gwiazda podobna do Słońca to Tau Ceti, oddalona o 11,9 roku świetlnego. Jej masa to około 80% masy Słońca, jej jasność to ok. 60% jasności Słońca, prawdopodobnie okrąża ją pięć planet.

## Położenie w Galaktyce

Położenie Układu Słonecznego w galaktyce Drogi Mlecznej

Układ Słoneczny znajduje się w galaktyce Drogi Mlecznej, która jest galaktyką spiralną z poprzeczką o średnicy około 100 tys. lat świetlnych i zawiera około 200 miliardów gwiazd. Słońce jest w jednym z mniejszych spiralnych ramion Galaktyki, znanym jako Ramię Oriona (lub Ramię Lokalne). Słońce leży w odległości około 25 tys. do 28 tys. lat świetlnych od centrum Galaktyki, a prędkość jego ruchu dookoła centrum Galaktyki to około 220 km/s. Pełny obrót, czyli rok galaktyczny trwa 225–250 milionów lat. Słońce znajduje się również w miejscu, w którym dysk naszej galaktyki ma grubość według różnych szacunków 2–3 tysięcy lat świetlnych, a najbliższy kraniec Drogi Mlecznej jest w odległości około 1000 lat świetlnych (idąc prostopadle do płaszczyzny galaktyki).
Położenie Układu Słonecznego w Galaktyce jest prawdopodobnie jednym z czynników warunkujących ewolucję życia na Ziemi. Jego orbita w Galaktyce jest zbliżona do okręgu, a prędkość orbitalna jest mniej więcej taka sama jak prędkość orbitalna ramion galaktycznych, co oznacza, że przejście pomiędzy ramionami zdarza się rzadko. W ramionach spiralnych znacznie częściej niż pomiędzy nimi dochodzi do wybuchów supernowych, które mogą mieć katastrofalny wpływ na klimat i biosferę planet; niektórzy naukowcy spekulują, że część wymierań na Ziemi mogła być spowodowana przez takie zjawiska. Ziemia znajduje się w miejscu względnie stabilnym, a zatem sprzyjającym ewolucji życia. Układ Słoneczny leży też wystarczająco daleko od gęsto wypełnionych gwiazdami regionów centrum Galaktyki, gdzie bliskie przejścia gwiazd mogłyby wytrącać ciała z Obłoku Oorta i posyłać wiele komet do wnętrza Układu Słonecznego, powodując katastrofalne zderzenia. Intensywne promieniowanie z jądra Galaktyki również mogłoby zniszczyć życie na Ziemi.

## Badania Układu Słonecznego
Przez wiele tysięcy lat ludzkość nie zdawała sobie sprawy z istnienia Układu Słonecznego. Ziemia była uważana nie tylko za centrum wszechświata, ale za zupełnie różną od boskich, eterycznych obiektów poruszających się po niebie. Co prawda indyjski matematyk i astronom Aryabhata oraz grecki filozof Arystarch z Samos pisali już wcześniej o heliocentrycznym porządku świata, jednak dopiero Mikołaj Kopernik był pierwszym, który w sposób matematyczny opracował model systemu heliocentrycznego. Jego XVII-wieczni następcy: Galileo Galilei, Jan Kepler, Isaac Newton, opracowali teorie/systemy, które stopniowo ugruntowały przekonanie nie tylko o tym, że Ziemia krąży wokół Słońca, ale również, że planety rządzone są przez te same prawa fizyczne, co Ziemia. W późniejszych czasach te same prawa umożliwiły opis zjawisk geologicznych, takich jak powstawanie gór i kraterów, a także wyjaśnienie zjawisk meteorologicznych na innych planetach.

### Obserwacje przez teleskop

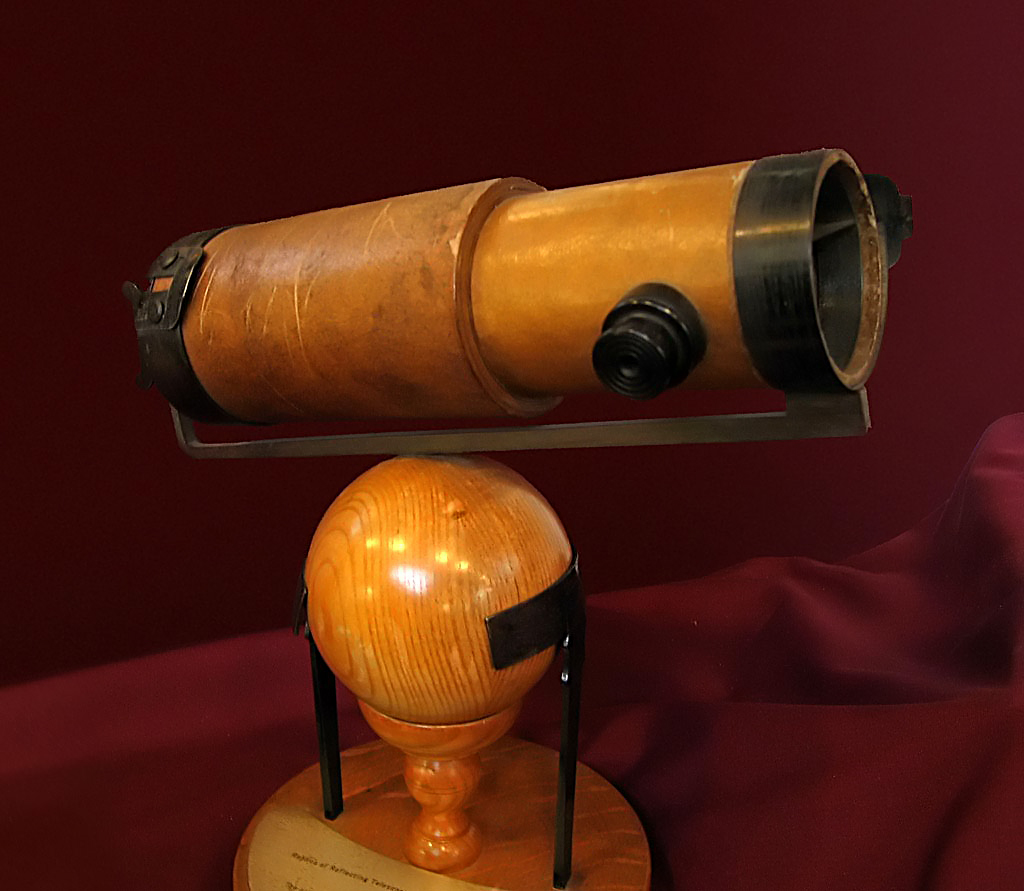
Replika teleskopu Isaaka Newtona

Przez kilka stuleci naukowe obserwacje Układu Słonecznego były prowadzone przez teleskopy. Dzięki nim astronomowie mogli dostrzec obiekty zbyt słabe, by można je było dostrzec gołym okiem oraz liczne szczegóły wyglądu ich powierzchni.
Galileo Galilei pierwszy odkrył fizyczne właściwości poszczególnych ciał niebieskich. Dostrzegł kratery na Księżycu, plamy na Słońcu i cztery księżyce Jowisza. Christiaan Huygens w ślad za Galileuszem dostrzegł księżyc Saturna, Tytan oraz pierścienie Saturna. Giovanni Cassini później odkrył jeszcze cztery księżyce Saturna, przerwę w jego pierścieniach oraz Wielką Czerwoną Plamę na Jowiszu.
W 1705 Edmond Halley spostrzegł, że pojawiająca się co jakiś czas na niebie kometa, to ten sam obiekt, powracający regularnie co około 75–76 lat. Był to pierwszy dowód na to, że coś jeszcze oprócz planet okrąża Słońce. W tym samym czasie (1704) termin „Układ Słoneczny” po raz pierwszy pojawił się w języku angielskim.
W 1781 William Herschel poszukiwał gwiazd podwójnych w gwiazdozbiorze Byka, kiedy dostrzegł coś, co uznał za kometę. Po zbadaniu orbity tego ciała okazało się, że to nieznana dotychczas planeta – Uran.
W 1801 Giuseppe Piazzi odkrył planetę karłowatą Ceres, niewielkie ciało niebieskie pomiędzy orbitami Marsa i Jowisza, które początkowo zostało uznane za nową planetę. Później dalsze odkrycia tysięcy innych małych ciał w tym obszarze doprowadziły do utworzenia terminu „pas planetoid”.

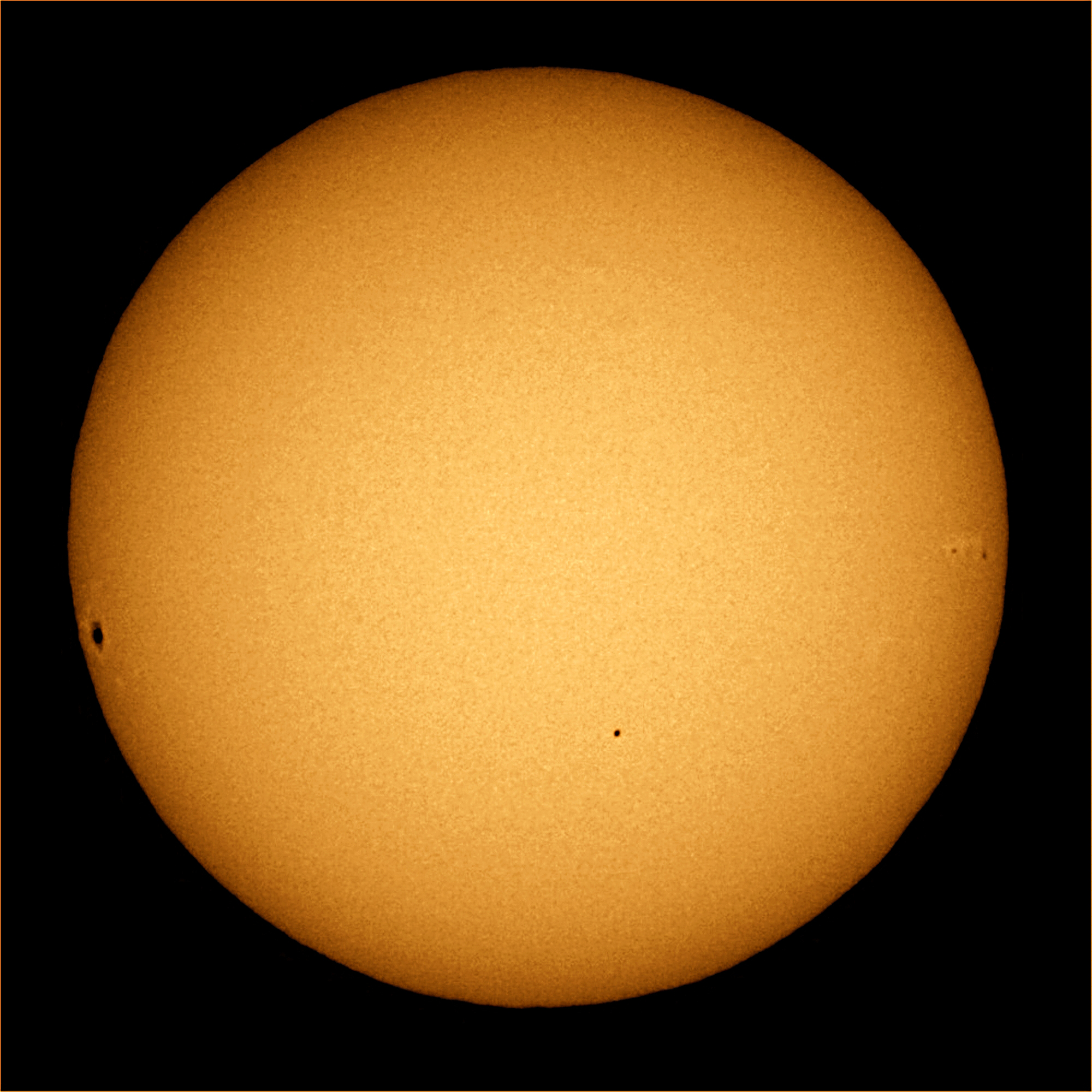
Słońce sfotografowane przez teleskop przy użyciu specjalnego filtra słonecznego. Wyraźnie widoczne plamy na Słońcu, tranzytujący Merkury i pociemnienie brzegowe.

W 1846 zaobserwowane nieregularności orbity Urana zrodziły podejrzenia, że poza orbitą Urana musi znajdować się jeszcze jakaś planeta. Obliczenia Urbain Le Verriera doprowadziły w końcu do odkrycia Neptuna. Badając orbitę Merkurego, Le Verrier w 1859 r. postulował istnienie hipotetycznej planety Wulkan krążącej na orbicie bliższej Słońca niż Merkury. Późniejsze dokładne obserwacje tych rejonów Układu Słonecznego wykluczyły jednak istnienie planety lub nawet większej planetoidy tak blisko Słońca.
Można spierać się, kiedy Układ Słoneczny został w pełni „odkryty”. Trzy XIX-wieczne odkrycia określiły jego naturę i miejsce we Wszechświecie. W 1838 Friedrich Bessel zmierzył paralaksę gwiazdową – zauważalne przesunięcie pozycji gwiazdy względem innych spowodowane przez ruch obiegowy Ziemi dookoła Słońca. Był to nie tylko pierwszy bezpośredni i eksperymentalny dowód heliocentryzmu, ale także okazało się po raz pierwszy, jak ogromna odległość dzieli Układ Słoneczny od innych gwiazd. W 1859 Robert Bunsen i Gustav Kirchhoff, używając dopiero co wynalezionego spektroskopu, zbadali spektralne właściwości Słońca i odkryli, że jest ono zbudowane z tych samych pierwiastków, które występują na Ziemi, ustanawiając po raz pierwszy „fizykalny pomost pomiędzy Ziemią a niebem”. Następnie Angelo Secchi porównał charakterystykę spektralną Słońca i innych gwiazd, i okazało się, że te charakterystyki są w zasadzie identyczne. Potwierdzenie faktu, że Słońce jest gwiazdą, pociągnęło za sobą spopularyzowanie hipotezy, że inne gwiazdy też mogą mieć własne systemy planetarne. Jednak na potwierdzenie trzeba było czekać jeszcze około 140 lat.
Widoczne rozbieżności orbit planet zewnętrznych doprowadziły Percivala Lovella do wniosku, że za orbitą Neptuna musi istnieć jeszcze jakaś planeta – „Planeta X”. Po jego śmierci w Obserwatorium Lovella prowadzono poszukiwania, które w końcu doprowadziły Clyde Tombaugha do odkrycia Plutona w 1930 r. Okazało się jednak, że Pluton jest zbyt mały i jego odkrycie nie tłumaczy w pełni nieregularności orbit planet zewnętrznych. Podobnie jak Ceres, Pluton początkowo był uważany za planetę, ale po odkryciu innych ciał podobnego rozmiaru poza orbitą Neptuna, został w 2006 r. sklasyfikowany przez Międzynarodową Unię Astronomiczną jako planeta karłowata.
Pierwszy pozasłoneczny system planetarny (pulsara PSR B1257+12) został odkryty w 1992 przez polskiego astronoma Aleksandra Wolszczana. Trzy lata później została odkryta pierwsza planeta pozasłoneczna, krążąca wokół gwiazdy podobnej do Słońca, 51 Pegasi b. Do 20 lutego 2013 r. wykryto 677 pozasłonecznych systemów planetarnych.
Również w 1992 astronomowie David Jewitt z Uniwersytetu Hawajskiego i Jane Luu z Massachusetts Institute of Technology odkryli (15760) Albion (1992 QB1) – obiekt, który dowiódł, że musi należeć do zupełnie nowej grupy ciał w Układzie Słonecznym, wchodzących w skład podobnego do pasa planetoid, transneptunowego Pasa Kuipera. Takie obiekty jak Pluton i Charon okazały się być częścią Pasa Kuipera.
W 2005 Mike Brown, Chad Trujillo i David Rabinowitz ogłosili odkrycie Eris, obiektu należącego do dysku rozproszonego, większego niż Pluton i zarazem największego obiektu transneptunowego.

### Badania za pomocą sond kosmicznych

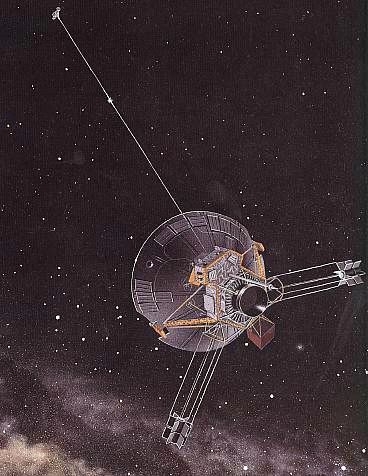
Pioneer 10, przelatujący w pobliżu orbity Plutona w 1983 r. – wizja artysty. Ostatnie sygnały od tej sondy odebrano w styczniu 2003, nadesłane z odległości około 82 au. Licząca już ponad 40 lat sonda oddala się od Słońca z prędkością ponad 43000 km/h (ponad 12 km/s).

Pierwszą zbudowaną przez człowieka maszyną wysłaną w kosmos był radziecki sztuczny satelita Sputnik 1, wystrzelony w 1957 r. Amerykański próbnik Explorer 6, wystrzelony w 1959 r., był pierwszym sztucznym satelitą, który sfotografował Ziemię z kosmosu.
Od początku ery eksploracji kosmosu ogromną rolę odegrały misje sond kosmicznych pod nadzorem różnych instytucji.
Wszystkie planety Układu Słonecznego zostały dotychczas odwiedzone/zbadane w różnym stopniu przez statki wystrzelone z Ziemi. Dzięki tym bezzałogowym wyprawom ludzkość zdołała pozyskać zdjęcia wszystkich planet wykonane z niewielkiej odległości, a także, w przypadku lądowników, zbadać próbki gruntu i atmosfer Księżyca, Marsa i Wenus.

### Przeloty w pobliżu innych planet
Pierwszy udany przelot w pobliżu innego ciała niebieskiego wykonała sonda Łuna 1 w 1959 roku. Według planu miała uderzyć w powierzchnię Księżyca, jednak chybiła celu i weszła na orbitę okołosłoneczną. Jednocześnie stała się pierwszym ciałem stworzonym przez człowieka okrążającym Słońce (niezależnie od Ziemi). Mariner 2 był pierwszą sondą, która przeleciała wokół innej planety, Wenus – w 1962 r. Pierwszy udany przelot w pobliżu Marsa wykonał Mariner 4 w 1965 r. Merkury został osiągnięty przez Marinera 10 w 1974 r.
Pierwszą sondą przeznaczoną do zbadania planet zewnętrznych był Pioneer 10, który przeleciał w pobliżu Jowisza w roku 1973. Pioneer 11 pierwszy przeleciał w pobliżu Saturna w roku 1979. Sondy Voyager wystrzelone w roku 1977 przebyły ogromnie długą trasę w pobliżu planet zewnętrznych. Obie przeleciały w pobliżu Jowisza w roku 1979 i w pobliżu Saturna w latach 1980–1981. Voyager 2 przeleciał również blisko Urana w roku 1986 i Neptuna w roku 1989. W 2005 roku poinformowano, że sondy Voyager znajdują się daleko poza orbitą Neptuna i docierają do granic układu; przeprowadziły badania szoku końcowego (ang. termination shock) i płaszcza Układu Słonecznego (heliosheath); Voyager 1 przekroczył heliopauzę w 2012 roku, a Voyager 2 podąża ku niej.
Pierwszy przelot w pobliżu komety miał miejsce w roku 1985, kiedy International Cometary Explorer (ICE) minął kometę Giacobini-Zinner. Pierwszy przelot w pobliżu planetoidy był udziałem sondy Galileo, która wykonała zdjęcia zarówno planetoidy (951) Gaspra (1991), jak i planetoidy (243) Ida (1993) podczas lotu do Jowisza.
Sonda New Horizons wystrzelona 19 stycznia 2006 i wprowadzona na trajektorię ucieczkową z Układu Słonecznego jest pierwszą sondą przeznaczoną do zbadania Pasa Kuipera. Sonda przeleciała w pobliżu Plutona w lipcu 2015 (pierwsze badanie obiektu Pasa Kuipera przez sondę kosmiczną).

#### Orbitery, lądowniki i łaziki
W 1966 r. Księżyc został pierwszym ciałem niebieskim, na orbicie którego umieszczono sztucznego satelitę (Łuna 10). Później umieszczono sztucznego satelitę na orbicie Marsa (1971) (Mariner 9), Wenus (1975) (Wenera 9), Jowisza (1995) (Galileo), planetoidy (433) Eros (2000) (NEAR Shoemaker), Saturna (2004) (sonda Cassini-Huygens) i Merkurego (2011) (MESSENGER). Sonda Dawn w 2011 r. weszła na orbitę planetoidy Vesta, zaś w 2015 r. stanie się sztucznym satelitą planety karłowatej Ceres.

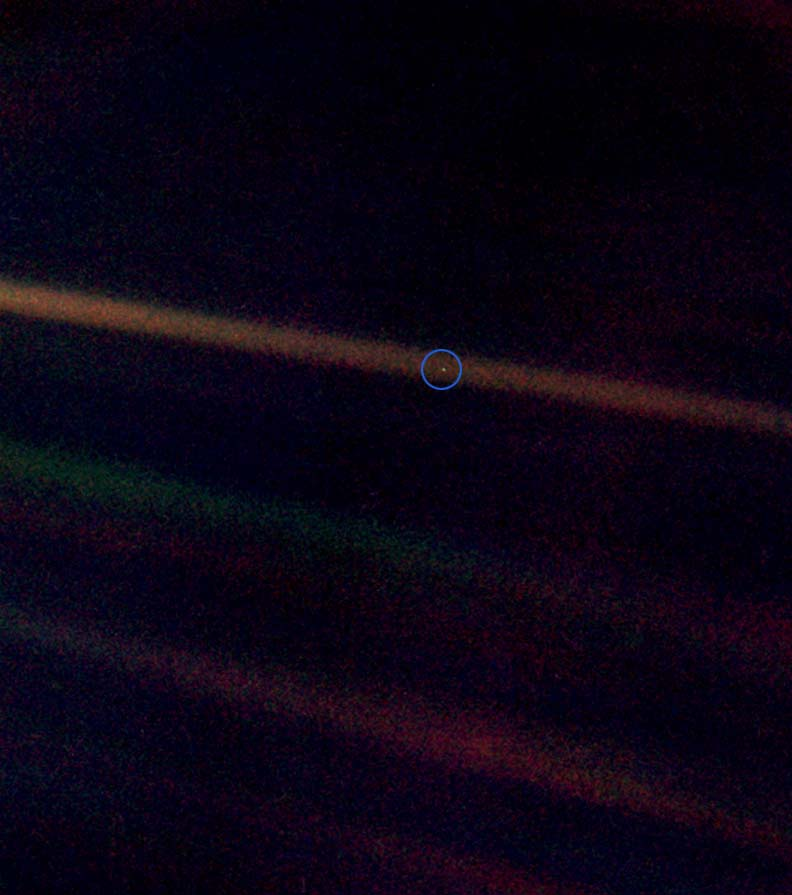
„Pale Blue Dot”: zdjęcie Ziemi (zakreślona kółkiem) wykonane przez sondę Voyager 1 z odległości 6,4 miliarda km. Widoczne smugi światła są spowodowane przez dyfrakcję promieni słonecznych (wychodzące spoza kadru w lewą stronę).

Pierwszą sondą, która dotknęła powierzchni innego ciała niebieskiego była radziecka sonda Łuna 2, która uderzyła w Księżyc w 1959 r. Od tamtej pory osiągane były coraz dalsze planety: uderzenia w powierzchnię Wenus lub udane lądowania na jej powierzchni w 1966 (Wenera 3), częściowo udane próby lądowania na powierzchni Marsa w 1971 (Mars 3, utrata kontaktu wkrótce po lądowaniu). Jednak w pełni udane lądowanie na powierzchni Marsa wykonała sonda Viking 1 w roku 1976. Udane lądowanie na powierzchni planetoidy (433) Eros w 2001 wykonała sonda NEAR Shoemaker. W 2005 udane lądowanie na powierzchni księżyca Saturna Tytana wykonał próbnik Huygens. Udane lądowanie na powierzchni komety Tempel 1 zrealizowano w misji Deep Impact w 2005 r. Orbiter Galileo zrzucił próbnik w atmosferę Jowisza w 1995 r. Jako że Jowisz nie ma stałej powierzchni, sonda została zniszczona przez rosnące ciśnienie i temperaturę podczas schodzenia w głąb.
Do dzisiaj tylko dwa ciała w Układzie Słonecznym: Księżyc i Mars były badane przez łaziki. Pierwszym łazikiem był radziecki Łunochod 1, który wylądował na Księżycu w 1970 r. Pierwszym łazikiem działającym na innej planecie był Sojourner, który zdołał przejechać 500 metrów po powierzchni Marsa w 1997 roku. Jedyny załogowy łazik, który jeździł po obcym świecie, to Lunar Roving Vehicle, którym jeździli astronauci misji Apollo 15, 16 i 17 w latach 1971–1972.

### Wyprawy załogowe
Eksploracja załogowa Układu Słonecznego jest ograniczona do okolic najbliższego sąsiedztwa Ziemi (sytuacja na 2025 rok). Pierwszym człowiekiem w kosmosie (przy założeniu, że kosmos zaczyna się od wysokości 100 km nad powierzchnią Ziemi) i na orbicie okołoziemskiej był Jurij Gagarin, radziecki kosmonauta, który wystartował rakietą Wostok 1 dnia 12 kwietnia 1961 r. Pierwszym człowiekiem, który chodził po powierzchni innego ciała niebieskiego w Układzie Słonecznym, był Neil Armstrong, który postawił pierwszy krok na powierzchni Księżyca 21 lipca 1969 podczas misji Apollo 11. Do 1972 miało miejsce jeszcze pięć lądowań na Księżycu. Amerykański wahadłowiec kosmiczny programu Space Transportation System, który pierwszy raz wystartował w 1981, był jedynym załogowym statkiem kosmicznym wielokrotnego użytku, który odbył wiele pomyślnych lotów orbitalnych. Zbudowano pięć egzemplarzy, które odbyły łącznie 135 misji; dwa z nich uległy katastrofie.
Pierwszą stacją kosmiczną, która miała na pokładzie więcej niż jedną załogę, była stacja Skylab, na pokładzie której były trzy załogi w latach 1973–1974. Pierwszą stacją, na której ludzie mieszkali przez blisko dziesięć lat (1989–1999) była radziecka wielomodułowa stacja Mir, która zakończyła służbę 23 marca 2001 roku, kiedy to dokonano manewru deorbitacji przy pomocy statku zaopatrzeniowego Progress M1-5. Jej następcą została Międzynarodowa Stacja Kosmiczna, na której ludzie (stałe załogi) przebywają od 2 listopada 2000 roku. W 2004 SpaceShipOne został pierwszym prywatnym pojazdem w kosmosie podczas lotu suborbitalnego.